# レクサス
レクサス（英語: LEXUS）は、トヨタ自動車が展開している高級車のブランド（プレミアムブランド）。1989年（平成元年）9月から北アメリカで展開が開始され、2005年8月から日本でも展開された。グローバルブランドスローガンは「EXPERIENCE AMAZING」。

## 概要
1980年代までのアメリカ合衆国では、リンカーン（フォード）やキャデラック（GM）に代表される重厚で威厳を持つデザインの高級車こそが、アメリカンドリームを勝ち得た「成功者のシンボル」であり、日本車が普及した当時も高級車の市場は、2大ブランドや類似したデザインのアメリカ車が中心であった。しかしそうした威圧的なデザインの伝統的な車種を好まない富裕層が一定数存在すること、将来顧客の候補となる若年層にとっては「古臭い」と見えていることを、トヨタ自動車は市場調査で把握していた。
そこでトヨタは、伝統や威厳を前提とした旧来の高級車のあり方を否定し、機能性や高品質による新たなプレミアムを模索した。西ドイツ（現ドイツ）のジャーマン3（メルセデス・ベンツ、BMW、アウディ）製高級車に匹敵する品質や安全性と、日本車ならではの信頼性や経済性を両立させ、リーズナブルな価格設定ながら充実したアフターフォローのある高級車ブランドを構築しようとした。
当時はまだ「安価で信頼性はあるが大衆車」とのイメージが強かった日本車に、日本国外の高級車市場への参入余地はないというのが自動車業界の定説であったが、トヨタは新たなテストコースの建設を始めとした開発体制・品質基準を策定し約5年間にも及ぶ長い開発期間を経た後、1989年（平成元年）9月に初代LSを発売した。
トヨタの目論見通り、レクサスが掲げるコンセプトは好評をもって迎えられ、LSは発売初年度だけで約11,600台、ESの約4,700台と合わせると、レクサス全体で約16,300台を売り上げ、大衆車メーカーによる高級車市場参入の成功例となった。特に、LSの持つ静粛性と内外装の組上げ精度は、他のメーカーにも大きな衝撃を与えた。またレクサス開発の中で培われたノウハウは、トヨタにとっても大きな収穫となった。
機能性とシンプルさを重視したレクサスのデザインは、落ち着きや品の良さを希求した反面、トヨタブランドと共に「退屈で地味」という印象を抱かれることもあった。そのため21世紀以降はモータースポーツに参戦したり、スポーツモデルの「F」を発表するなど方針を転換してきている。

### ブランドの再構築と日本での展開

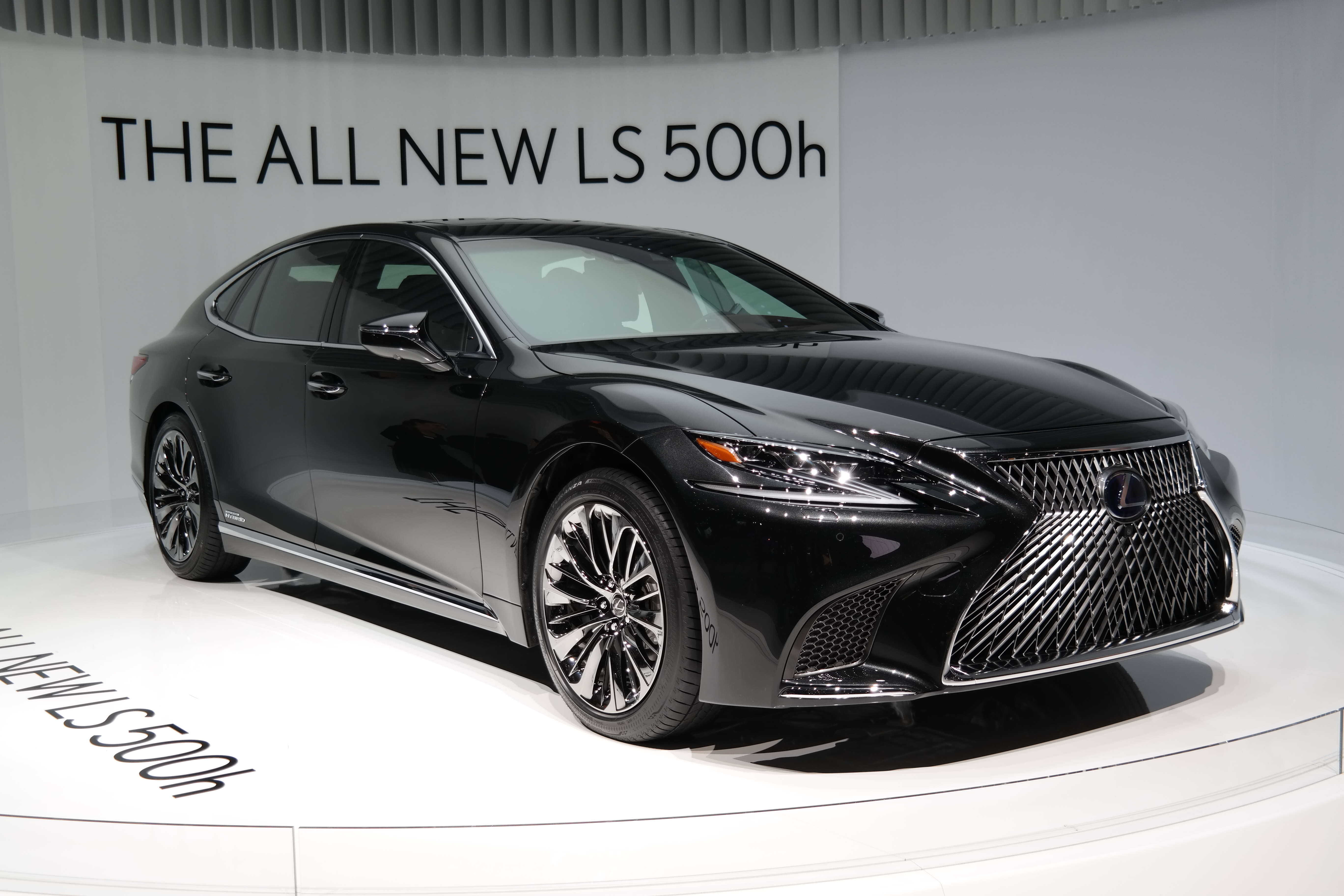
レクサス・LS 500h（2017年）

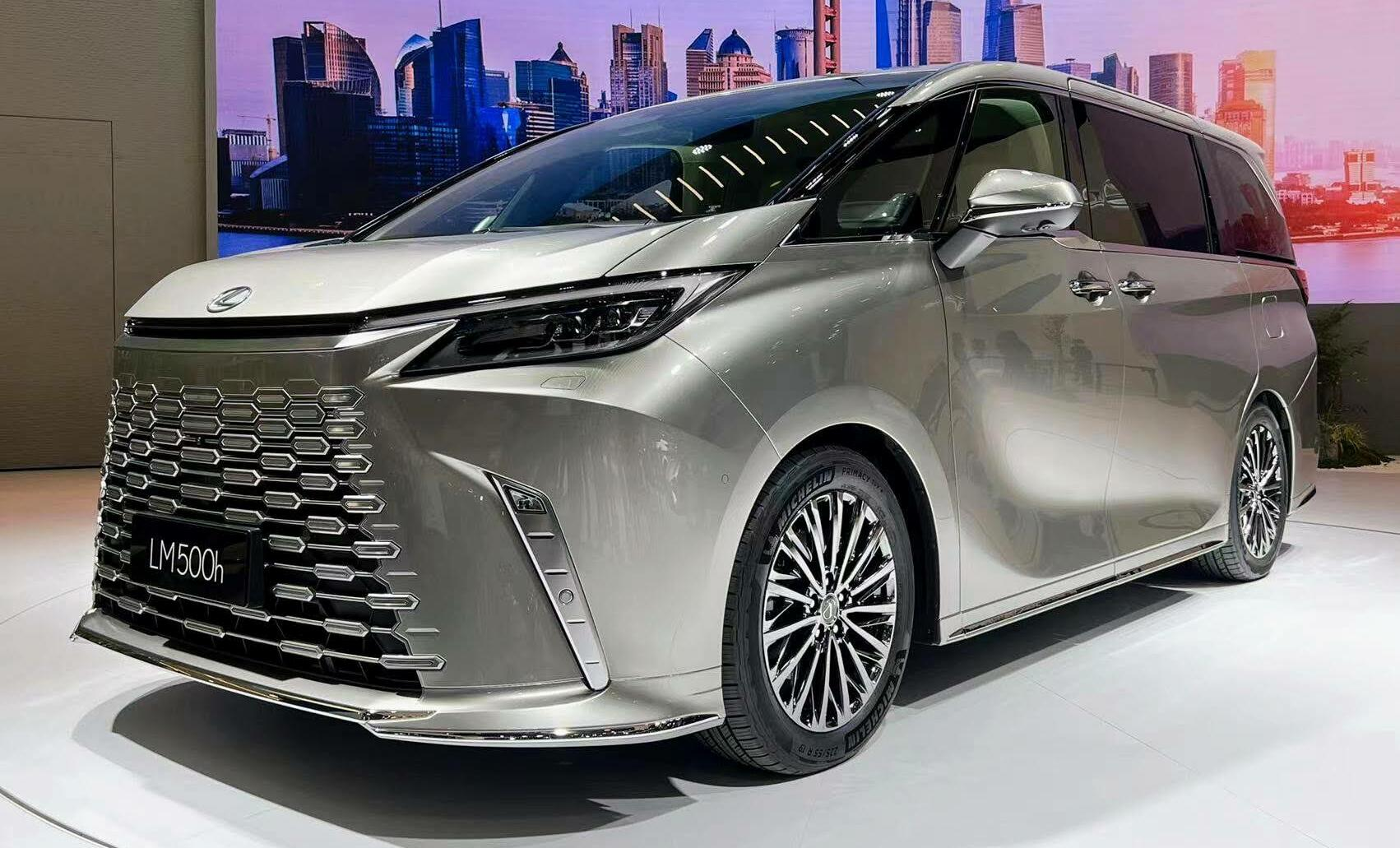
レクサス・LM 500h (2023年)

1989年のブランド設立以来、レクサスは主に北米の高級車マーケットにおいて一定の地位を築いた一方、ヨーロッパなどではメルセデス・ベンツやBMWといった強豪相手に苦戦を強いられたほか、日本でも根強い輸入車人気の影響もあり、高級車マーケットの中心は依然としてそれら欧州車の独擅場にあった。
当初はユーザー趣向の違い等の理由から、日本国内でのレクサスブランド展開予定はなく、日本国外でレクサスブランドで販売される車種は日本向けに仕様変更やグレードの見直しをした上で、トヨタブランドから別名称で販売されていた。
しかし、実態は同一車種でありながら、ユーザーが求める要素に国内外で徐々に乖離が生じていた。日本では、トヨタブランドの代表的な高級車クラウンを筆頭とする、日本の一般ユーザーの趣向に基づく車種階層に組み込まれたため、例えばLS（日本名セルシオ）ではショーファードリブン（運転手付き）用途での使用も多かった一方、海外ではあくまでオーナー自ら運転することが前提のドライバーズカーが基本コンセプトであり、双方のニーズに対応させることが困難となってきていた。
一方、日本では長く続いた平成不況を一旦脱し、後に「いざなみ景気」と呼ばれる景気回復期に差しかかりつつあった経済情勢も受け、2005年から日本国内でもレクサスブランドを展開することが2003年2月にトヨタ自動車から正式発表された。それを契機に、後述するデザイン基本理念「L-finesse（エルフィネス）」といったブランド再構築が行われ、全世界で通用する日本発の高級車ブランドとして新生「レクサス」を展開し、今後の経済成長が見込まれるアジア圏ほかを含めた展開を目指すこととなった。
レクサスブランドの日本導入に際して、それまで国内でトヨタブランドで販売されていた車種は、以下の通りレクサスブランドの全世界統一名称・品質基準を適用し、順次レクサス販売店での取扱いに移行する形で廃止された。
- セルシオ→LS
- アリスト→GS
- アルテッツァ→IS
- ソアラ→SC

なお、ランドクルーザー（LX）、ランドクルーザープラド（GX）、ハリアー（RX）の各車種については、レクサス版の日本導入以降もトヨタ版の販売を継続している。
2012年6月にはトヨタ自動車の社内組織改編が行われ、従前の「レクサス本部」が社内カンパニーに近い「レクサスインターナショナル」へ改組された。デザインや開発、マーケティングなどの機能が統合強化され人員も倍増されるなど、レクサスブランドにおけるヘッドクオーターとなる。
また、翌2013年4月には「レクサスインターナショナル」のほか、トヨタブランドの「第1トヨタ」（日本・北米・欧州を所管）・「第2トヨタ」（新興国を所管）および「ユニットセンター」（部品の企画開発や生産技術・生産機能を集約）の計4つのビジネスユニットが設置され、第1トヨタ・第2トヨタ・ユニットセンターはそれぞれを所管する副社長を事業責任者とする大幅な組織改編が行われたが、レクサスインターナショナルについては「日本発のグローバルプレミアムブランドとしてのイメージ確立に向けた変革が急務」との認識から、トヨタ自動車社長の豊田章男自らが事業責任者となる別格の位置付けがなされた。
更に、「レクサスは、品質はいいけど退屈」というネガティブイメージを払拭すべく、ブランド価値の刷新を開始。「クルマに留まらない驚きと感動の提供」という新たな提案として、超電導ホバーボードのコンセプトモデルやラグジュアリーヨット「LY650」を発表している。
このような販売戦略と努力によりジャーマン3の牙城であった高級車市場に割って入ることに成功した。
上述のようにアメリカで始まったブランドではあるが、日本で正規販売される車はすべて日本国内で製造されている（元町工場、田原工場、トヨタ自動車九州）こともあり、左ハンドル車の正規販売は存在せず、国内の日本車同様にハンドルの右側のレバーはウインカー、左側はワイパーとなっている（一部に個人で並行輸入された個体も存在する）。
国産車ブランドとしては珍しくV8エンジンを国内向けにも多数ラインナップしており、2017年時点でその数6車種にも上る。

### ブランド名・エンブレム

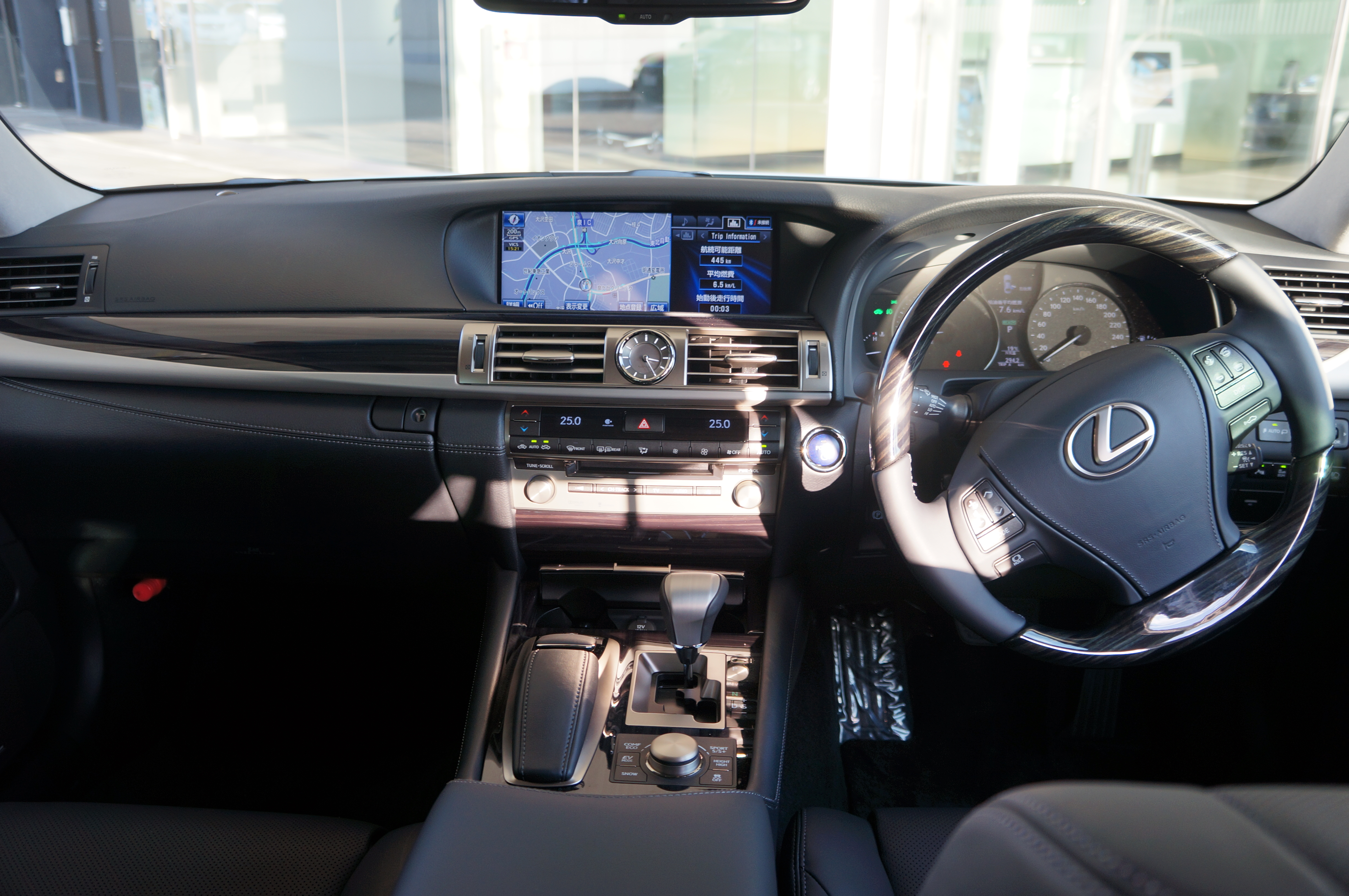
LS600h（2012年、日本仕様）

ブランド名称である「レクサス(LEXUS)」の由来は、「ラグジュアリー」と「最先端テクノロジー」を表す造語である。ブランド名を決定する際に「アレクシス」や「レクシス」が候補に挙がったが「レクサス」に決定した。ブランドの立ち上げに関わったニューヨークの広告会社は、「レクサス」の名称には特定の意味はないとしている。
一方では「"Luxury Exports to the U.S." （アメリカ合衆国への高級輸出品）の略」という説や、ドイツ語の「Luxus（贅沢）」からの造語という説もある。
エンブレムは横楕円に「LEXUS」の「L」の字であり、これも決定までには真円にLの字を三日月風に模したものや真円にLの字に模したものが候補に挙がっていた。
なお、販売店や広告などで使用されるブランドロゴは、従前はゴールド基調の色合いであったが、先進性や洗練性を強調する狙いから、2013年末までに順次プラチナ基調の色合いへ変更された。
日本国内で正規販売された車種では、車検証での車名はすべて「レクサス」となっているが、それ以前に日本へ並行輸入された車では「トヨタ」「レクサス」「LEXUS」が混在している。
またスポーツモデルの「F」では「LFA」、「F」、「F SPORT」でそれぞれ異なった、3つの「F」のロゴを使用する。

### デザイン
L-finesse

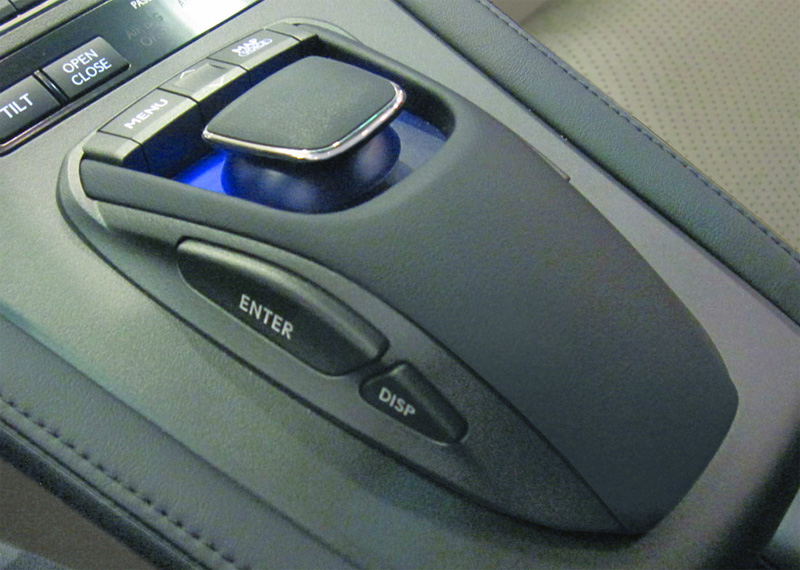
リモートタッチ

レクサス独自のデザイン基本理念として「L-finesse（エルフィネス）」というキーワードを持つ。「L」は「Leading edge＝先鋭」、「finesse」は「人間の感性や巧みの技の精妙」を意味し、シンプルでありながら先進的かつ深みのあるデザインを目指すというものである。L-Finesseは、以下の三つの要素の統合により日本らしさを体現させるものとされた。
- 「純」-Incisive Simplicity 本質を究めたシンプルさ。明快な主張。
- 「妙」-Intriguing Elegance 面や線の変化で生まれる、感性に響く深み。
- 「予」-Seamless Anticipation もてなしの心につながる時間をデザインする

このように「L-finesse」は抽象的な理念であり、特に全車種共通のデザインアイコンなどは設定されない。しかし日本の伝統的な美の特徴は、華美な装飾要素を取り除きシンプルにすることとの解釈に立ち、知的かつ先進的という視点は明確にされており、各車種ごとの個性の中でこの考えに基づいたデザインがされている。
具体的には、エクステリアにおいては「レゾリュートルック（毅然とした見た目）」と称される、フロントグリルをヘッドライトより低い位置に配したシャープな表情のフロントマスクや、フロントからリアにかけてサイドウインドウ上部を一本に貫くシルバー色のモール、白色LEDを用いたリアナンバー灯（CTを除く）などに各車種の共通点を見出すことができるほか、G-Link（テレマティクスサービス）対応のカーナビゲーションシステムを搭載した車両には、ルーフ後端にフィン形状の通信アンテナが装着される。インテリアでは、ダッシュボードなどに使われるソフトパッドがトヨタブランド車とは異なるレクサス専用のシボ加工を施した手触りの良いものとなっているほか、カーナビゲーションシステムをパソコンのマウスのように手元で操作できる「リモートタッチ」がRX（3代目モデル）から採用されている。
また、全世界で共通デザインとすることが基本方針とされている。なお、LS（3代目モデル）やRX（3代目モデル）などに装着されるLEDヘッドライトに関しては、各国の法規に適合しないシンガポール、中国といった一部の国々向けの仕様には装着されていない。

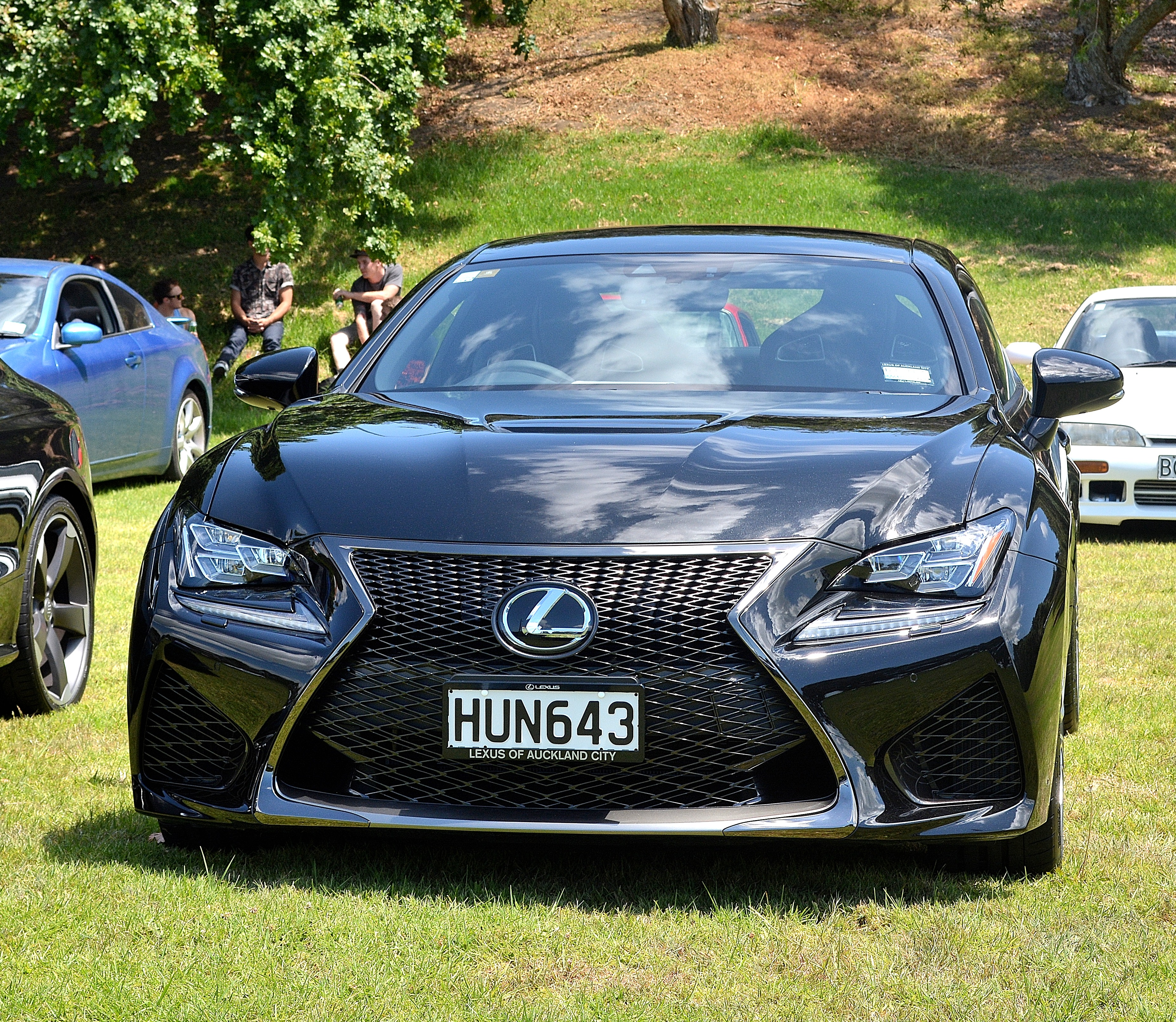
スピンドルグリルを採用したRC F

デザイン方針の転換  「スピンドルグリル」の採用
その後、「L-finesse」に対して「いろいろ説明をしなければ理解できないような非常にわかりにくい訴求」との反省があり、レクサスのデザインには「高級車らしい押し出し感が弱い」「特徴がなく退屈」「トヨタブランド車との違いが分かりにくい」などの評価がついて回ったことから、BMWの「キドニーグリル」やアウディの「シングルフレームグリル」のように個性的かつ一目でレクサスと分かるような全車種共通のデザインアイコンを導入する方針への転換が図られた。
先にIS FやHS、CTで採用されていた、逆台形のアッパーグリルと台形のロアグリルを繋げた「スピンドル形状」（スピンドルとは紡績機の糸を巻き取る軸（紡錘）の意）のフロントマスクをベースとし、さらに存在感を強めたデザインにリファインされた「スピンドルグリル」が2012年発売のGS（4代目モデル）から採用され、以後に発売される他車種にも順次展開されている。
なおトヨタ自動車は豊田自動織機が源流であるため、ブランドのルーツである紡績をイメージしたとも言われているが、メーカー側はこの説を否定している。
また、その他の共通デザインアイコンとして、エクステリアでは「L」の文字をあしらったデザインのLEDフロントポジショニングランプやリアランプなど、インテリアでは前述の「リモートタッチ」のほか、LED自発光指針を用いたアナログ時計なども順次展開されている。

## 車種名の由来

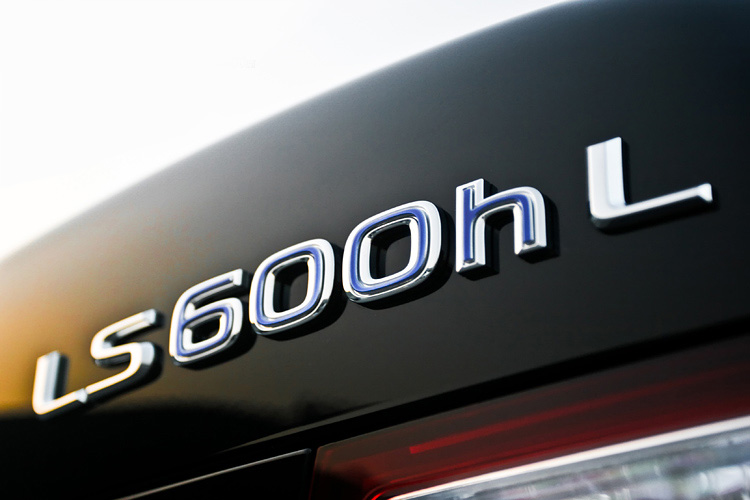
LS600hL(LS+600+h+L)

車種名は基本的に、由来となる英語表記の頭文字であるアルファベット2文字と、エンジン排気量あるいは社内測定値による同等のパワーを発揮するエンジンの排気量（自然吸気）を表す3桁数字との組み合わせで表記される。具体的には、ハイブリッドユニットを搭載する「GS450h」の場合、搭載されるガソリンエンジンはV型6気筒3500ccであるものの、電気モーター出力を加味することによりV型8気筒4500ccエンジン搭載モデルと同等以上の出力を発揮する計算となるため、プラス1000ccの「450h」という表記となる。特定のスポーツモデル（F SPORTを除くハイパフォーマンスモデル）に関しては、排気量相当の3桁数字がなく、車種名中に「F」を組み合わせたものとなる。
ハイブリッドユニット搭載モデルの車種名末尾には「h」、プラグインハイブリッドモデルの車種名末尾には「h+」、ディーゼルエンジン搭載モデルの車種名末尾には「d」、ロングホイールベースモデルの車種名末尾には「L」、またコンバーチブルタイプの車種名末尾には「C」が追記される。ターボチャージャー搭載モデルの車種名末尾には従来は「t」が追記されていたが、2017年度から発売・フルモデルチェンジ及びマイナーチェンジするモデルのターボ車に関しては命名規則が変更になり、同等出力を発揮する自然吸気エンジン排気量相当の数字のみになる（例：NX200t→NX300）。電気モデルの車種名末尾には「e」が追記される。
このほか特定の四輪駆動モデルではリアの車種名エンブレムに「AWD」、DIRECT4搭載モデルは「DIRECT4」と付記されるほか、各車種のハイブリッドモデルについてはフロントとリアのブランドエンブレムおよび、車種名エンブレムの3桁数字と「h」の部分がブルー基調の専用カラーとなり、リアドア下部に「HYBRID」（マルチステージハイブリッド車は「MULTI STAGE HYBRID」）のエンブレムが装着される。電気自動車の場合はリアドア下部のエンブレムが「ELECTRIC」となる。
2021年にフルモデルチェンジしたNXからは、後部の「Lマーク」がバラ文字ロゴの「LEXUS」に変更になった。

## 開発
レクサス車の開発キーワードは「I.D.E.A.L.」（アイディアル・理想）である。以下の5つの要素で構成される。
- Impressive（印象的）- 車種ごとの個性がありながらブランドとしてのトータルイメージを持つ。
- Dynamic（動的）- 乗って楽しいものを創る。
- Elegant（優雅）- 見た目だけではなく乗る人の動線も含めたすべてがElegantになる。
- Advanced（先進）- 他ブランドに先駆けて最先端である。
- Lasting（普遍的価値）- 永続性のあるもの。

また、商品化における基準として、約500項目に細分化された達成基準「レクサス MUSTs（マスツ）」が設定されている。これは数値目標のほかに、カップホルダーの開閉感覚といったようなものも含められている。また、「レクサス専用部品はトヨタブランド車には使用しない」「最新技術は基本的にレクサスから先行投入する」ことも基準に定められている。

## プラットフォーム
プラットフォームについては、いくつかの車種でトヨタブランド車と共通のものをベースとし、エンジンについてもトヨタブランド車と同一型式のものが多く搭載されているものの、溶接方法の変更等のレクサス独自の部分改良がおこなわれ、高い品質管理基準に基づき生産されている。
こうした大衆車ブランドと高級車ブランドでのプラットフォーム共有は欧州車メーカーではごく一般的なことであるが、レクサスの日本展開時は「トヨタ車の外観を変えて値段を高くしただけ」と消費者の理解を得られないことがあった。トヨタ側もそのような課題点を認識しており、2012年以降は前述のようなデザイン刷新に留まらず、同年発売のGS（4代目モデル）ではそれまでトヨタ・クラウン系と共通だったプラットフォームをやめ、レクサス専用のものを新規開発し採用していた。
2012年から始まったコモンアーキテクチャー戦略「TNGA」においては、レクサスブランドを含めた開発・共通設計化が行われている。
- GA-Lプラットフォーム（Global Architecture-Luxury、Dセグメント・EセグメントFR車用）
  - レクサス・LC、レクサス・LS（5代目）　⇔　クラウン（15代目）
- GA-Kプラットフォーム（Global Architecture-K、大型FF車用）
  - ES（4代目） ⇔ カムリ（10代目）など
- GA-Cプラットフォーム（Global Architecture-Compact、中小型FF車用）
  - UX ⇔ プリウス（4代目）、カローラ（12代目）など

従来のプラットフォーム
- Nプラットフォーム（Dセグメント・EセグメントFR車用）
  - GS（3代目以前）、IS（2代目）　⇔　クラウン（14代目）、マークXなど
- Kプラットフォーム（大型FF車用）
  - ES（3代目まで）、RX ⇔ カムリ（9代目）など
- 新MCプラットフォーム（中小型FF車用）
  - HS、CT、NX ⇔ プリウス（3代目）、オーリスなど

## 販売実績
2015年のグローバル販売台数は約65万2,000台（前年比112%）で、3年連続で過去最高実績を更新した。高級車ブランドとしては、BMW（約190万5,000台）、メルセデス・ベンツ（約187万2,000台）、アウディ（約180万3,000台）に次ぐ世界第4位である。2019年には世界累計販売台数1000万台を達成。

### 北米

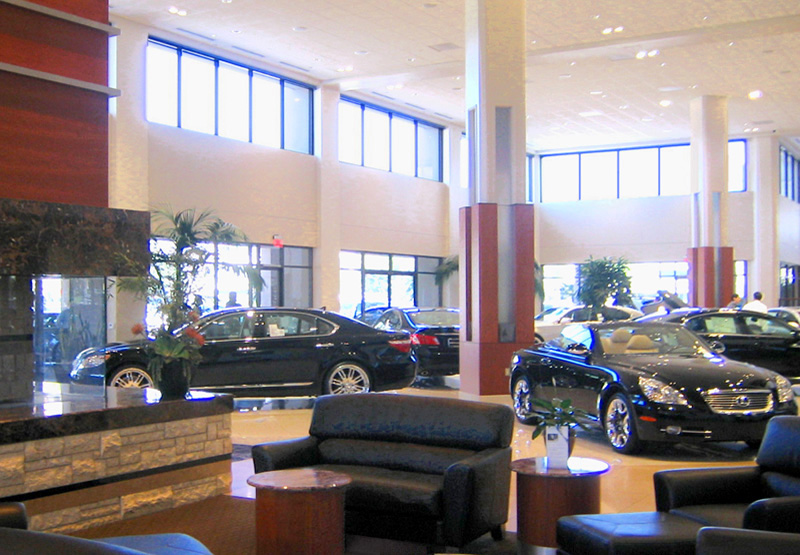
アメリカ・カリフォルニアのディーラー（2008年）

北米における高級車のブランド別販売台数では、1999年から2010年まで11年連続でトップを維持していたが、2011年は東日本大震災の被害による減産や、極度の円高による輸出採算悪化の影響もあり、BMWとメルセデス・ベンツに抜かれ3位となりトップの座を明け渡した。その後、2015年はメルセデス・ベンツを抜き返し、BMWに次ぐ2位であった。
なお、北米での販売においてはESや、高級クロスオーバーSUVの先駆けとなったRXなど比較的安価な車種が過半を占めている現状であり、LSやGSなど、より高価格帯となる車種の販売強化を目指している。その他の車種についても、標準装備品（カーナビゲーションの有無など）の違いなどもあり、押しなべて日本国内向けより安価な価格設定がされている。
JDパワーの米国自動車初期品質調査SM（VDS）において、ブランド別ランキングでは2009年まで15年連続のトップであった。その後2010年はポルシェにトップの座を奪われたが、2011年・2012年は2連連続でトップに返り咲いている。また、セグメント別でも常に上位を占め、特にLSとLXは数度にわたり1位を獲得している。2012年はLS、ES、RXがそれぞれのセグメントで1位となった。
コンシューマー・レポートによればブランド別の信頼度順位を発表し、レクサスは1位を獲得した。

### 日本
2015年の日本国内販売台数は約48,000台（前年比109%）であり、2005年の国内展開開始以来、過去最高を更新した。
日本においてレクサスブランドが開設された当初、約1年間の取扱車種はGS、IS、SCの3車種のみで、これらは主要市場である北米で展開されていたレクサス8車種のうち販売台数でそれぞれ5位、7位、8位（2005年）という非主流モデルであったが、開業後1年間の販売実績でアウディやボルボの日本国内販売台数を上回った。
2006年10月に最上級車のLSを発売した直後はLSの好調な受注によって販売台数が急増したが、各車種の新車効果が徐々に薄れる中でリーマン・ショックが端緒の世界同時不況で国内消費も低下し、2008年の国内販売台数は前年比25.5%減の25945台であった。日本人特有の舶来品信仰が依然として根強く、店舗数や車種が少なく、トヨタブランドの高級車種と比して割高感が強く、原則値引きなしのワンプライス販売で、直接顧客先に出向いて営業を行わない販売方法などが販売不振の原因に挙げられた。
エコカー補助金などの追い風で2009年発売の3代目RXは2010年に6552台、HSは同年に14247台と販売効果が見られて2010年に3万台以上の販売台数を回復し、翌2011年はCTが20704台の好調な販売実績を受けて国内展開開始以来最高となる42,365台を販売した。新車購入者のうち輸入車からの代替は2割程度に留まっており、2012年以降は走行性能やデザインの一新を図ったモデルチェンジで輸入車市場を牙城にかける計画である。
47都道府県全てに販売店が設置され、ショールーム、商談ルーム、オーナー専用のラウンジ、外観などが全ての店舗で高級感あるデザインで統一されており、初めて来訪する店舗でも判別しやすい。店舗数は2015年で全国約170店舗ほどで、青森県・岩手県・秋田県・山形県・山梨県・福井県・鳥取県・島根県は各県に1店舗しかなく販売不振の一因とも指摘された。
2017年より、木目とスピンドルを基調としたデザインの新世代店舗にリニューアルしている。

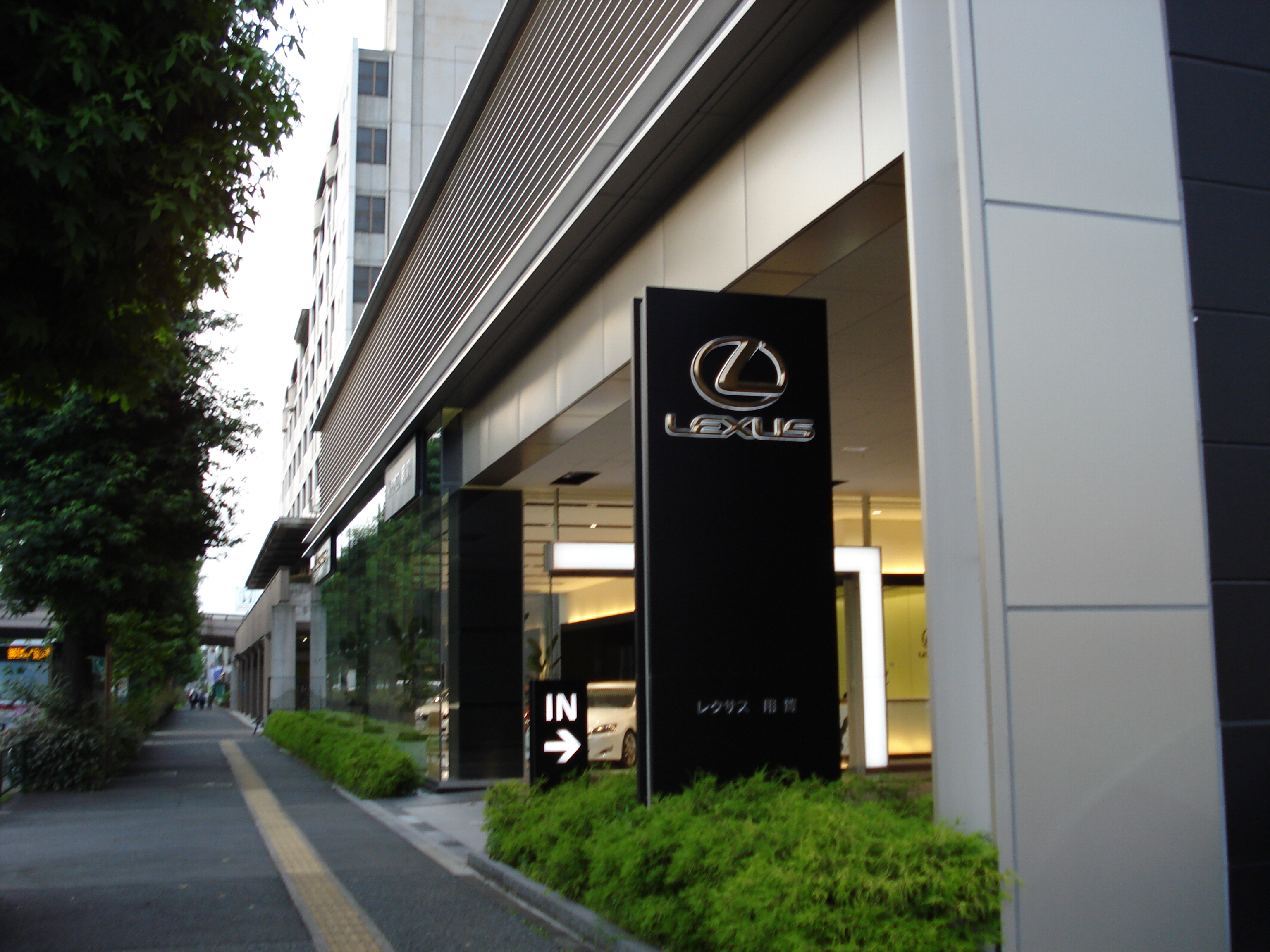
レクサス用賀（2008年）
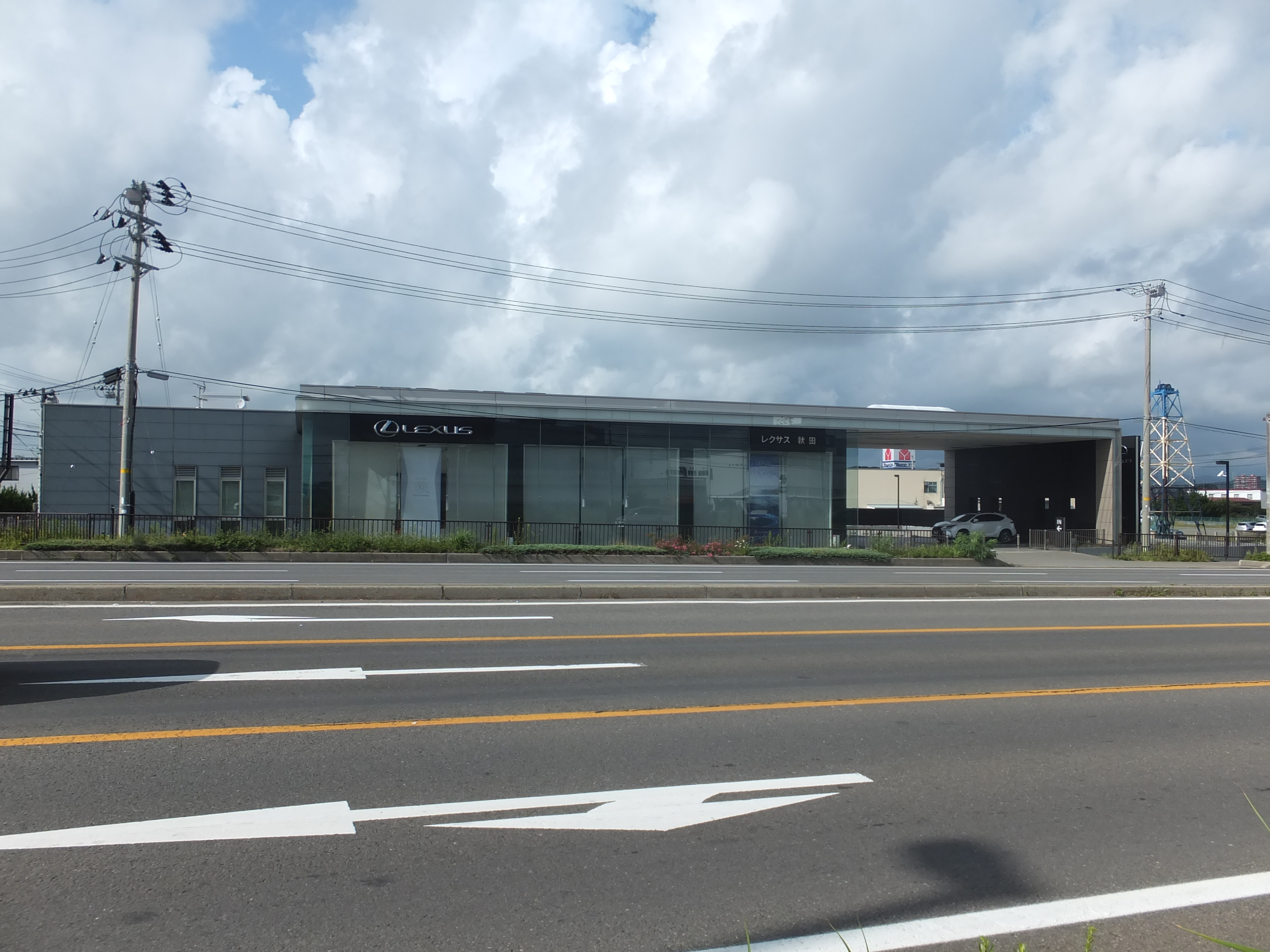
レクサス秋田（2015年）
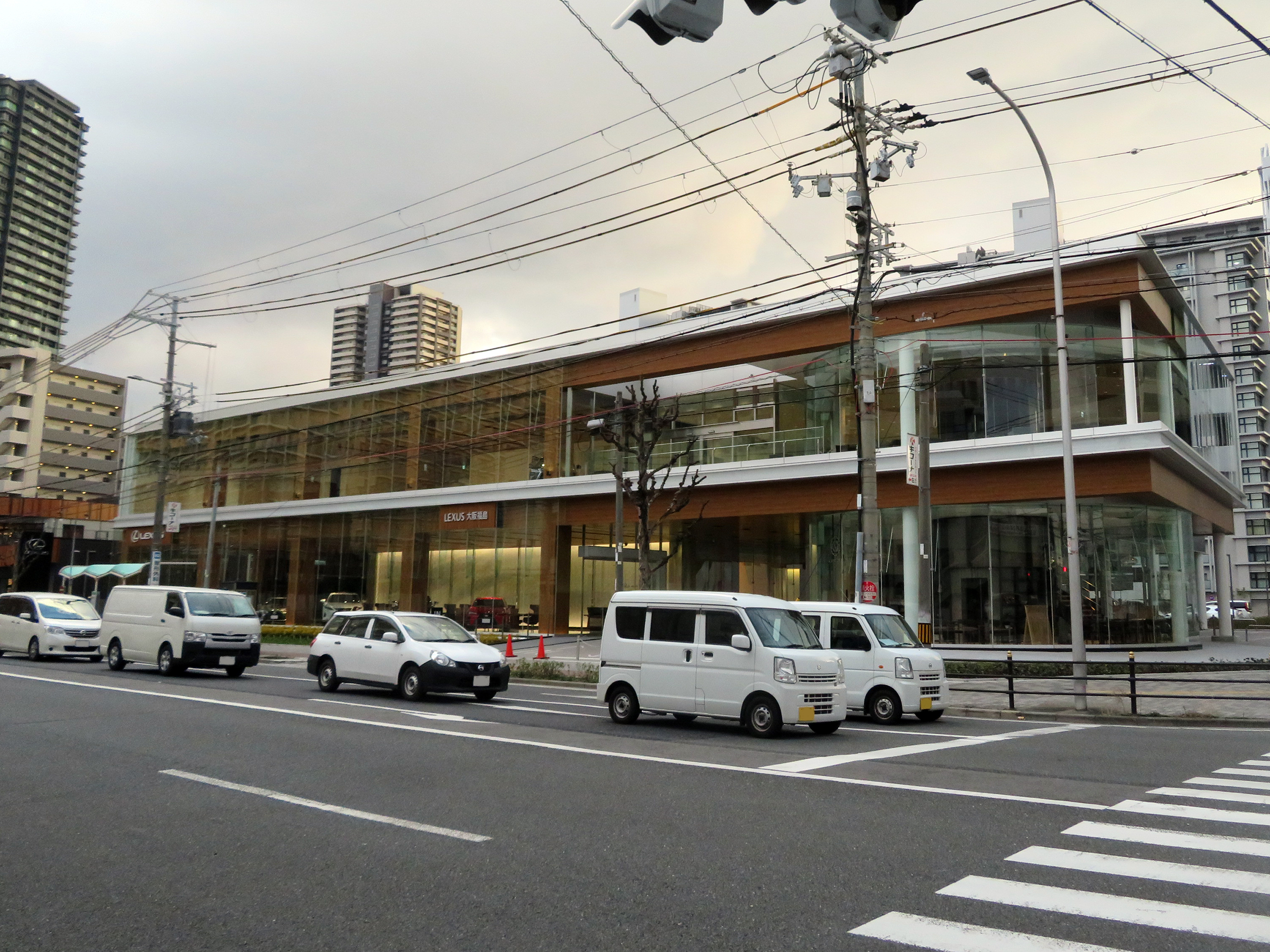
レクサス大阪福島（2020年）
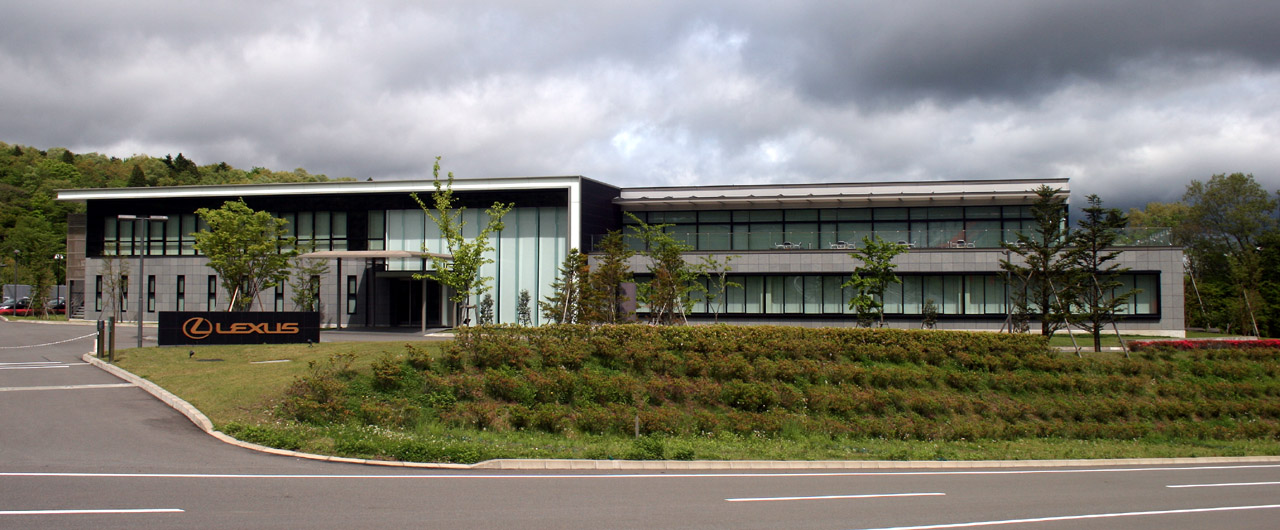
富士レクサスカレッジ

「レクサスとトヨタは別ブランド」であるため、トヨタブランドの各販売チャネルであるトヨタ店・トヨペット店・トヨタカローラ店・ネッツ店・トヨタモビリティ店などでは新車を販売せず、オイル交換やタイヤ交換など軽作業以外の整備もトヨタブランド店の整備工場では原則扱わない。
店頭の接客は小笠原流礼法を基礎にした独自の接客マナーを徹底し、高級ホテルや百貨店のコンシェルジュからも研修を受けてサービスを展開している。納車時には記念写真撮影やノベルティグッズ贈呈などのセレモニーが行われ、納車後はレクサスが主催するコンサートやゴルフコンペなどのオーナー限定イベントへ招待するなどのサービスが行われている。
ユーザーの裾野拡大およびリセールバリュー維持の観点から認定中古車（CPO：Certified Pre-Owned）の販売も積極的に行い、全国どの在庫車も最寄りのレクサス販売店で購入することが可能で、CPO専門店は全国に6店舗ある。販売店のほかに広く一般向けのギャラリーが、東京都内は港区青山と高輪、愛知県内は名古屋市中村区名駅・ミッドランドスクエア内に設置されている。2019年から、トヨタモビリティ東京管轄のレクサス店舗にて、独自の認定中古車「LTPO（レクサス東京中古車）」を設定し、更なる裾野拡大を図っている。
タクシー用途としては、東京都内などでLSやHSなどの個人タクシーが存在する。また、法人タクシーでは、同じく都内に営業拠点を置く国際自動車や東京MKタクシーなどがハイヤー用途でLSを運用している他、群馬県のサイトウ観光（東洋タクシー）はハイヤー・タクシー兼用としてHSを複数台運用している。

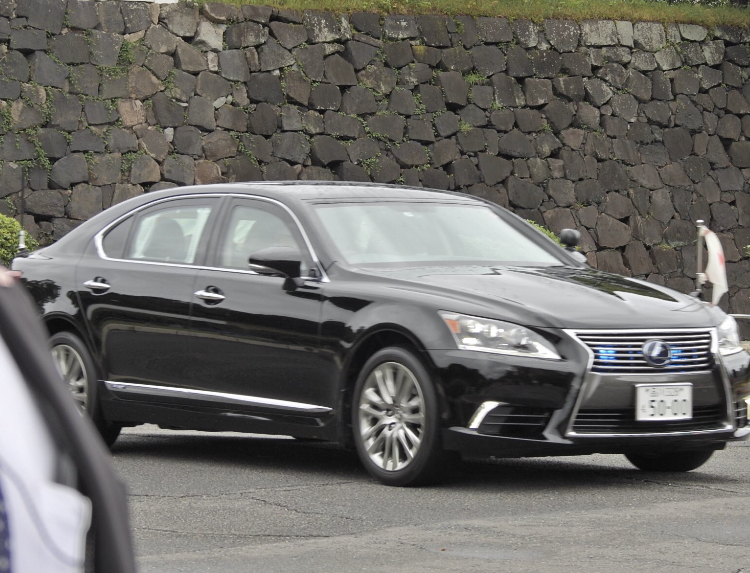
内閣総理大臣専用車（LS600hL）

2008年6月、LS600hLが新たな内閣総理大臣専用車として導入された（従来のトヨタ・センチュリーも継続して併用される）。
ディーラーの経営形態
レクサスの販売店は、既存のトヨタブランド店（トヨタ店など）も運営する各地域別の販売会社が経営しており、トヨタブランド店から選抜された社員が、富士スピードウェイ内にある、レクサス店スタッフの専用研修施設「富士レクサスカレッジ」で専門の研修を経た上で配属される。そのため各店舗は独立した法人格を持たないものの、メーカーであるトヨタ自動車との取引は母体の販売会社ではなく各店舗が直接行っているという。ちなみに、東京都内にはサウジアラビア資本による販売店が存在する。
カーナビゲーションシステム
日本仕様車では、全車種・全グレードにカーナビゲーションが標準装備される。
G-Link（テレマティクスサービス）
KDDI（au）の携帯電話回線網を介し、車載のカーナビゲーションとオペレーションセンター間で相互通信を行う。車両盗難や車上狙いなどに遭った場合、あらかじめ登録した自身の携帯電話へ緊急通報されるほか、要請に応じて盗難車両の位置追跡や警備員派遣などが可能。その他、独自のデータに基づく渋滞回避ルート検索機能や、ヘルプネット機能（急病時などに車内の緊急ボタンを押すだけで、オペレーションセンターと回線が繋がり救急車出動要請等が可能）などがある。自宅のパソコンやスマートフォンから、ナビゲーションの遠隔設定や定期メンテナンスの予約をすることもできる。
G-BOOKの項も参照。
コンシェルジュサービス
レクサス店で新車もしくは認定中古車を購入した顧客は、専門オペレーターによる24時間365日対応可能な電話サポートサービスが受けられる。事故や故障時の対応のほか、目的地・宿泊地に関する各種問合せや手配、カーナビゲーションの設定（オペレーターからの遠隔操作）などが行える。新車登録時から3年間は無料（認定中古車は2年間）。
アフターフォロー（メーカー保証、メンテナンス）
メーカー保証は新車登録時から5年間10万kmまで。その他、オイルやワイパーゴム、エアフィルタなど消耗品類の定期交換、その他内外装部品の定期点検といったメンテナンスサービスが新車登録時から3年間無料で受けられる（認定中古車は2年間）。
ワンプライス販売
車両本体価格からの値引き販売は原則として行わないが（メーカーによる販売価格の拘束は不公正な取引方法として私的独占の禁止及び公正取引の確保に関する法律（独占禁止法）2条9項に抵触する可能性が指摘されている）、レクサスオーナー限定のクレジットカードである「レクサスカード」加入による優待や、下取車の高額買取・オプション品サービスなどの形で実質的な値引き販売が行われるケースもある。
スピードメーターおよびスピードリミッター
海外仕様車におけるスピードメーターのスケールが260km/h、160マイル/hであるのに対して、日本国内仕様では販売開始当初、全ての車種でリミッターの作動速度に準じた180km/hスケールのメーターが装着されていたが、2010年以降に追加された車種やモデルチェンジ・マイナーチェンジを受けた車種では、海外仕様車同様に各車種の性能に応じた220~300km/h超スケールのメーターが装着されるようになっている。リミッターの作動速度は従来通り180km/h、またクルーズコントロールの設定最高速度は従来の約115km/hから2018年春以降の一部改良により順次180km/hに引き上げられている。
競合他社の動向
同様の日本メーカーによる高級車ブランドとしては、本田技研工業（ホンダ）が「アキュラ」を2010年以降に日本でも展開することを発表していたが、その後の経済情勢変化によりブランド投入自体が白紙撤回となってしまった。日産自動車も「インフィニティ」ブランドと専用店舗での国内展開は行わないものの、インフィニティ・Q50をフロントグリルにインフィニティエンブレムをつけたV37型スカイラインとして、2014年2月末から国内発売した。
輸入車の日本国内販売は1996年以降漸減しており、レクサスの日本開業以降においてもその傾向は不変である。2007年上半期、LSを投入したことで好調なレクサスの販売台数は前年比165.4%であったが、高級・高額車の多い輸入ブランドではメルセデス・ベンツが同84.6%、BMWが同96.6%、ジャガーが同84.0%と軒並み減少を記録した

### 欧州

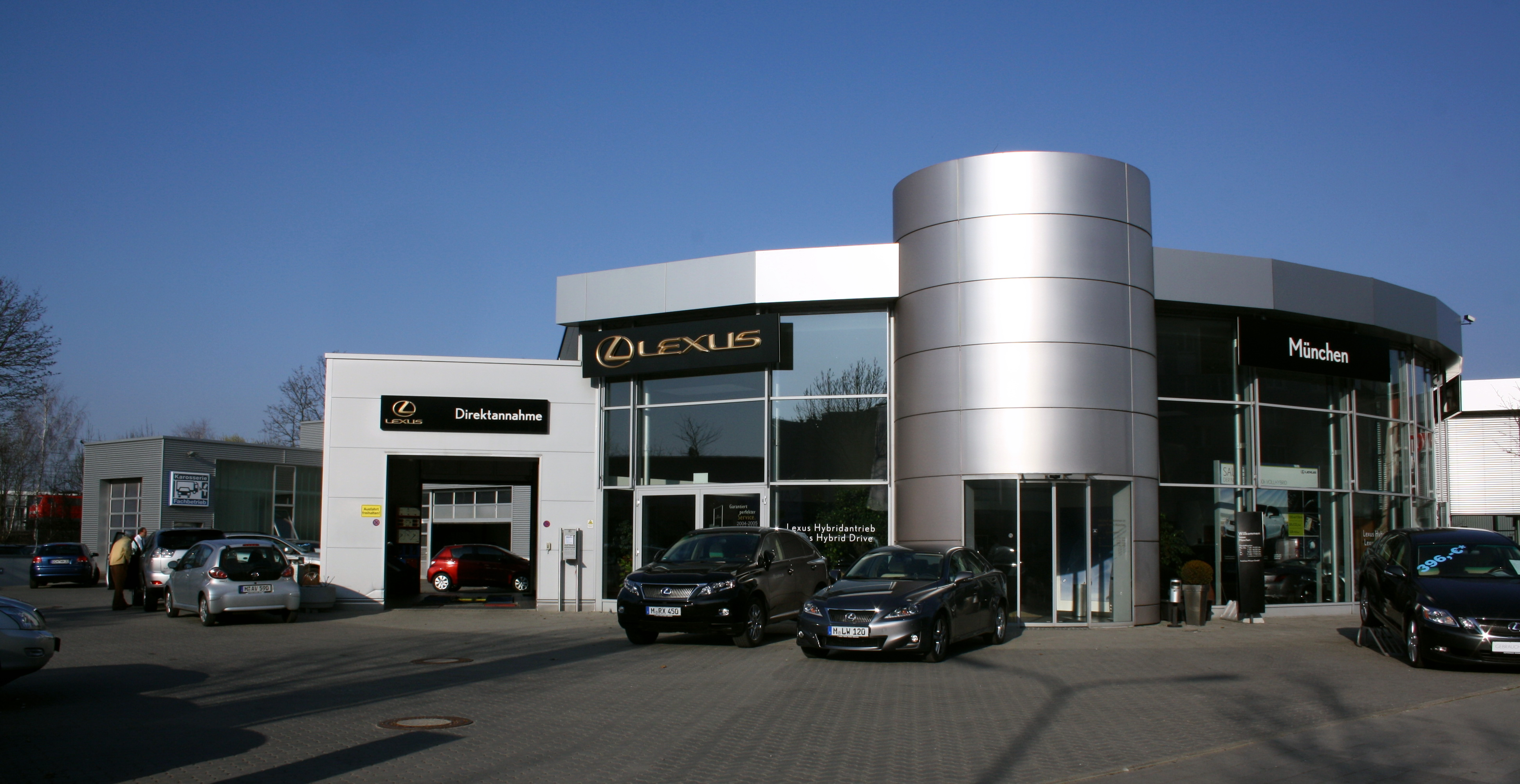
ドイツ・ミュンヘンのディーラー（2012年）

欧州での販売台数は、メルセデス・ベンツやBMW、アウディといった、歴史に根差した高いブランド力と豊富な車種構成、密な販売網を持つ現地メーカーより大きく下回るが、ハイブリッド車の認知拡大などにより徐々に販売を増やしている。事実、2006年の欧州における販売台数は車種の追加やブランドイメージの浸透、発売国の追加などにより5万1000台と前年より倍増しており、販売台数の記録を10年連続で更新していることになる。2015年の欧州販売台数は約64,000台（前年比120%）と過去最高を更新した。
ロシアでは、富裕層の増加に伴い首都モスクワを中心としてレクサスの販売が好調であり、2007年にはトヨタ自動車全体における新車販売額でのトップとなった。
モナコでは、2011年にLS600hLが元首たるモナコ大公アルベール2世の公用車として採用され、コーチビルダーの手によってランドーレット仕様に改造されている。この「LS600hL ランドーレット（LS600hL ランドレー）」は同年7月2日の大公成婚パレードで使用され、また2012年のモナコグランプリでは、アルベール2世自らが運転しフォーメーションラップに登場した。なお、2013年のモナコグランプリでは、アルベール2世が個人的に所有しているIS Cを妃であるシャルレーヌが運転し登場している。

### アジア

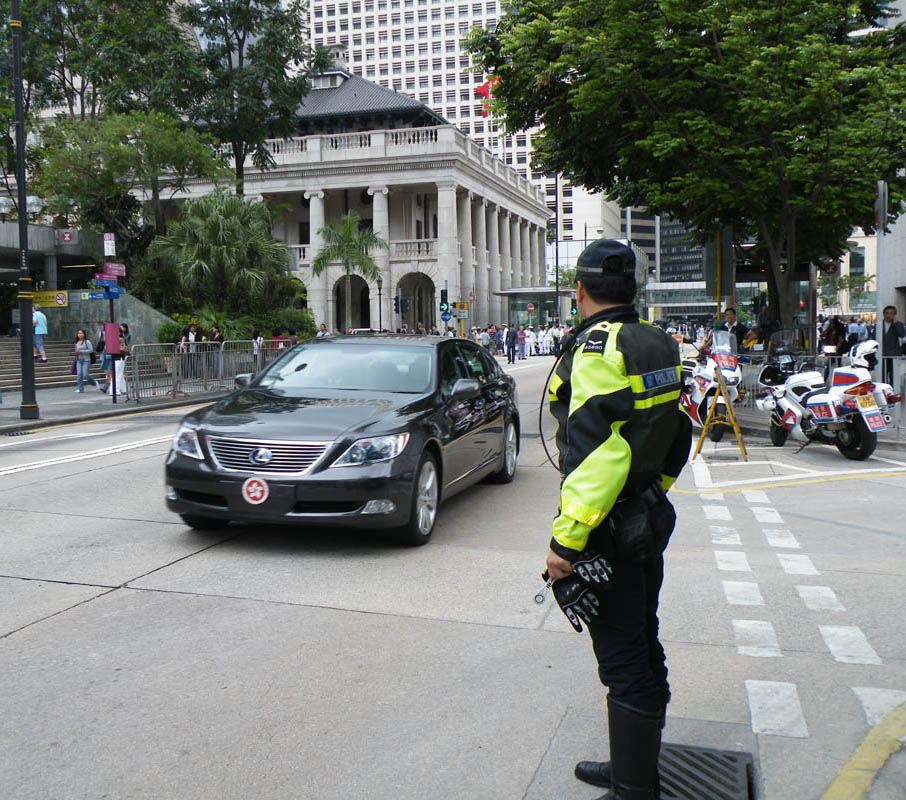
香港特別行政区行政長官専用車として運用されるLS600hL（2010年）

シンガポールの初代首相リー・クアンユーが、自家用車をメルセデス・ベンツからレクサスに乗り換えた逸話がある。韓国では、それまで実施されていた日本車の輸入禁止措置がWTO加盟に伴い1998年に解除され、2001年に韓国トヨタによってレクサスの販売が開始された。2005年には、それまで輸入車販売のトップだったBMWを上回り、ブランド別輸入車販売台数の1位となった。台湾でも、2005年から輸入車ブランドの1位である。
香港では、2007年に特別行政区行政長官（香港行政長官）の専用車としてLS600hLが導入されている。

## 受賞など
- 市場調査会社J.D.パワー・アンド・アソシエイツによる、英国の顧客満足度調査で7年連続の第1位（2007年）-レクサス
- 同・米国における初期品質調査で、2006年まで12年連続の第1位 -レクサス
- 2005-2006年日本カー・オブ・ザ・イヤーにノミネート（2005年）-GS460
- 2006-2007年日本カー・オブ・ザ・イヤーを受賞（2006年）-LS460
- 2006年ドイツ・ゴールデンステアリング賞 -IS
- 同・サスペンション部門、ハンドリング部門、ブレーキ部門の各部門賞を受賞 -IS
- 2006年カナダ・カー・オブ・ザ・イヤーにてテクノロジー賞を受賞 -IS350
- 2007-2008年ワールド・カー・オブ・ザ・イヤーを受賞（2007年）-LS460（日本車初）
- ベスト・インテリア・スタイリング賞（2007年、KBB）-高級セダン部門、高級SUV部門、コンバーチブル部門
- 2007年iFデザイン賞で金賞を受賞 -IS、GS（日本車初）
- J.D.パワー・アジア・パシフィックによる、日本自動車サービス満足度調査で4年連続1位（2010年）-レクサス

## コンセプトカー
現在まで発表されているコンセプトカーは以下のとおり。
- HPX＝LF-X（2003年・ニューヨーク国際オートショーでHPXとして出展された後、同年の東京モーターショーでLF-Xと改名された。）
- LF-S（2003年・東京モーターショー）
- LF-C（2004年・ニューヨーク国際オートショー）
- LF-A（2005年・北米国際オートショー）
- LF-Sh（2005年・東京モーターショー）
- LF-A（2007年・北米国際オートショー）
- LF-Xh（2007年・東京モーターショー）
- IS250Cコンセプト（2008年・パリモーターショー）
- RX350&RX450hコンセプト（2008年・ロサンゼルスモーターショー）
- HS250hコンセプト（2009年・北米国際オートショー）
- LF-Ch（2009年・フランクフルトモーターショー）[37]
- CT200hコンセプト（2010年・ジュネーブモーターショー）
- LF-Gh（2011年・ニューヨークオートショー）
- LF-LC（2012年・北米国際自動車ショー）
- LF-CC（2012年・パリモーターショー）
- LF-NX（2013年・東京モーターショー）
- LC[38]
- UXコンセプト(2016年・パリモーターショー）
- LBX MORIZO RR CONCEPT[39](2024年・東京オートサロン）

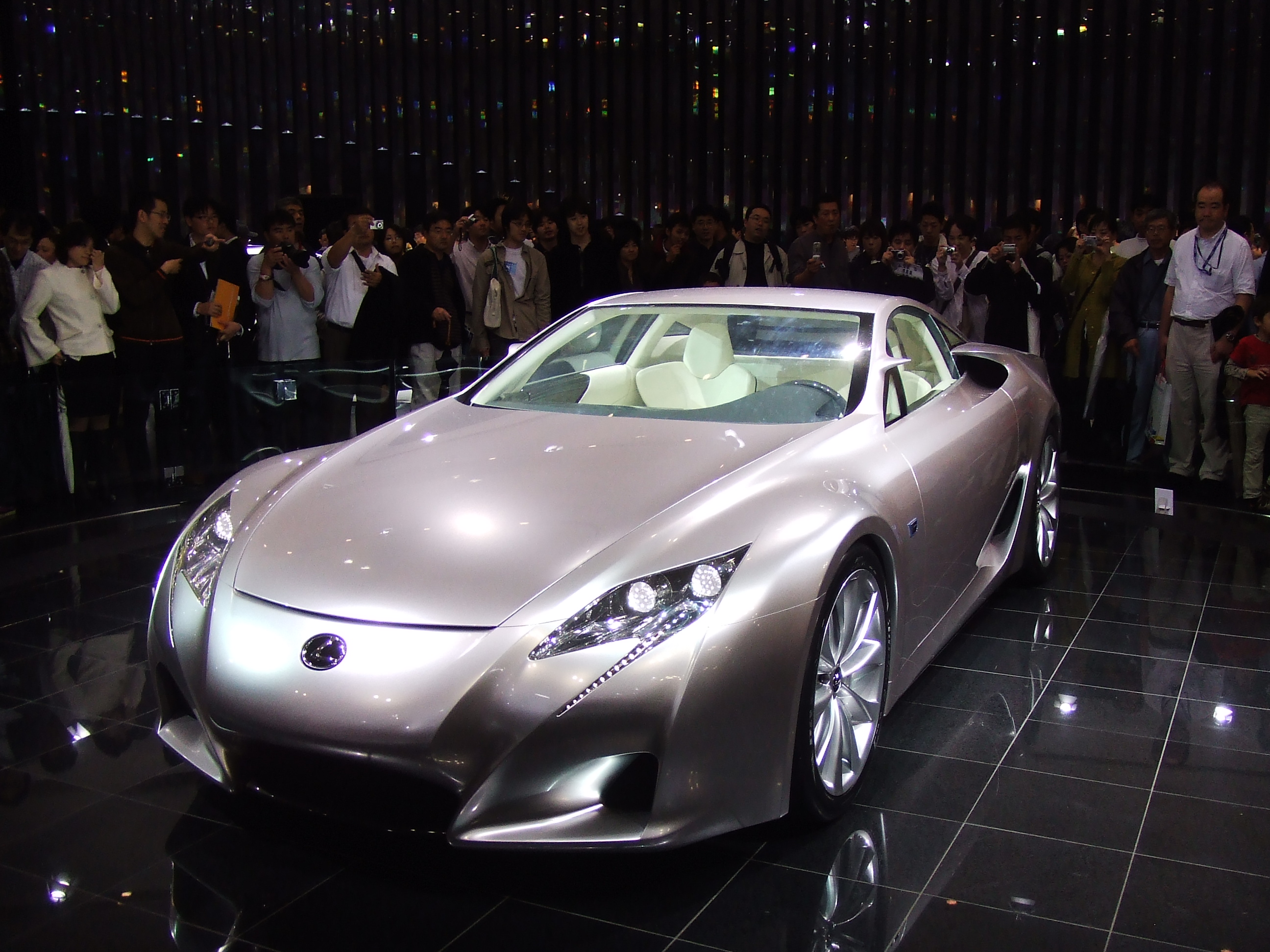
LF-A
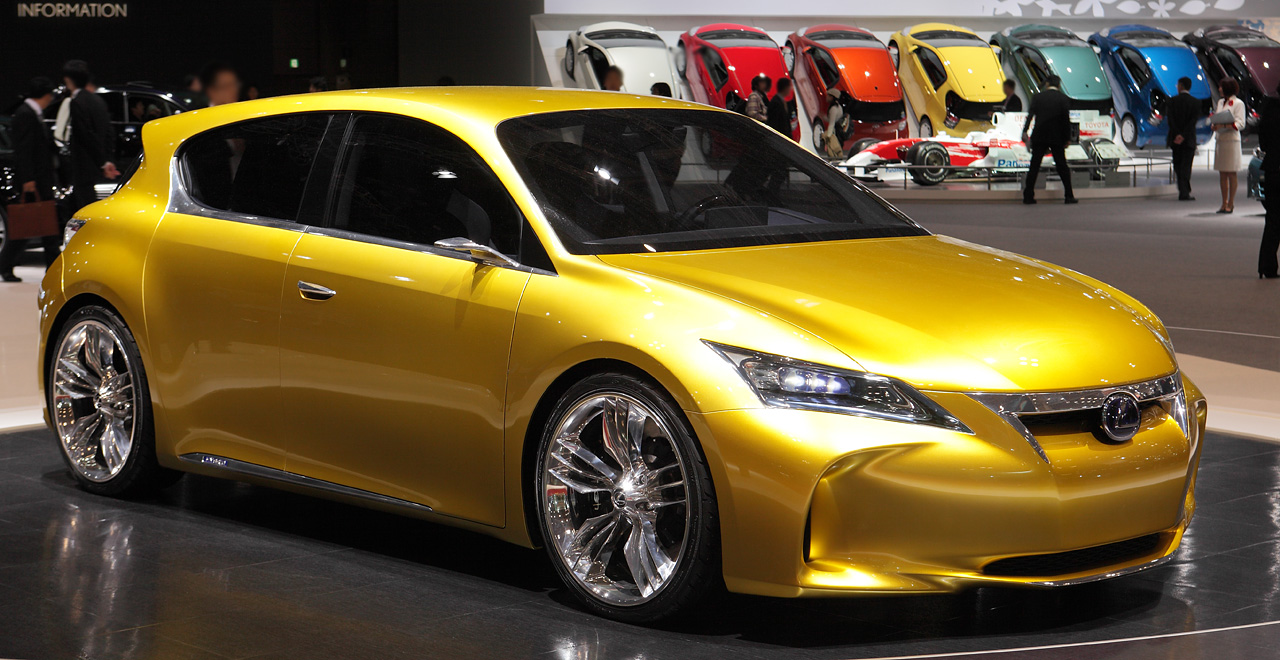
LF-Ch
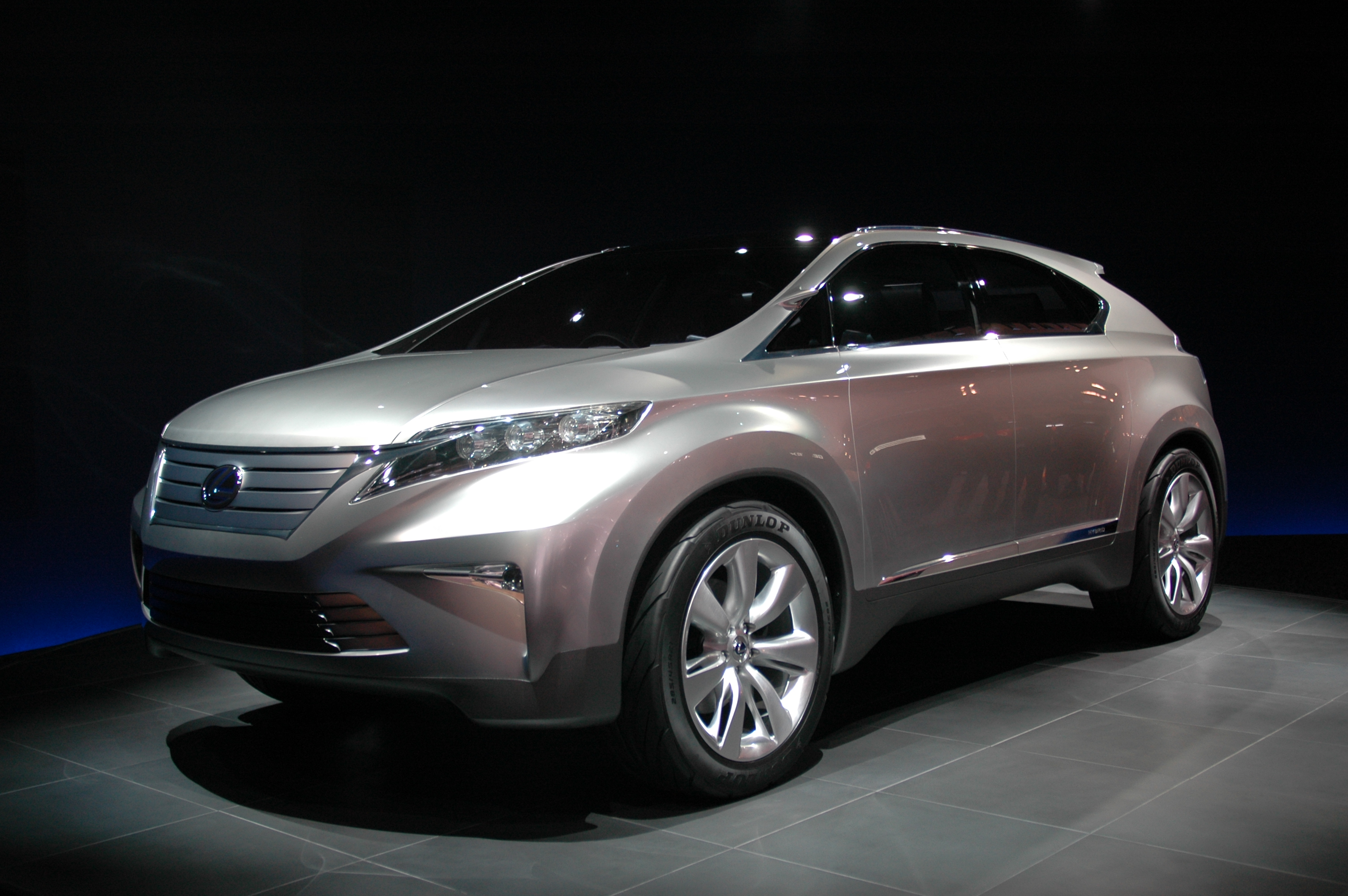
LF-Xh
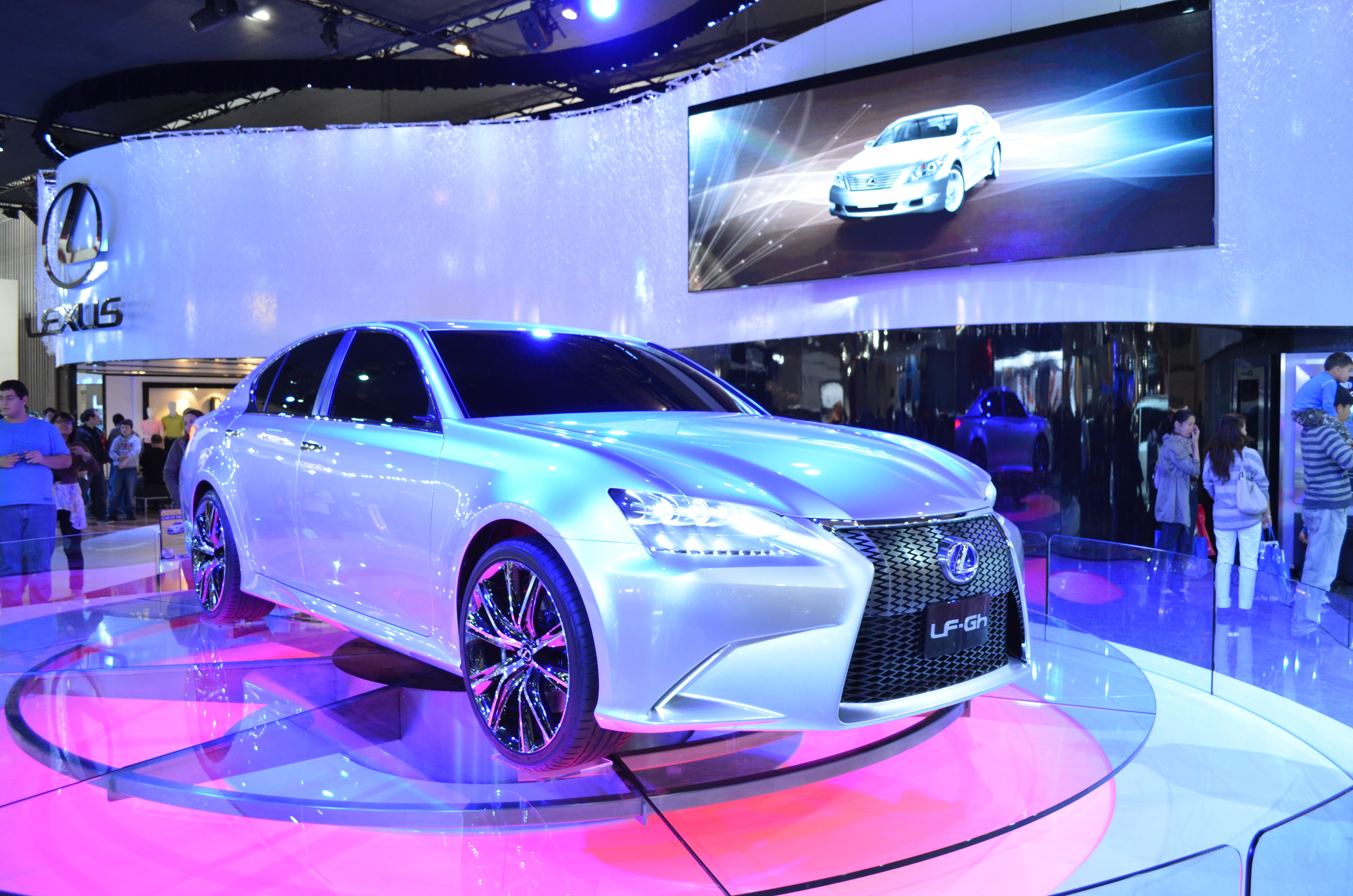
LF-Gh
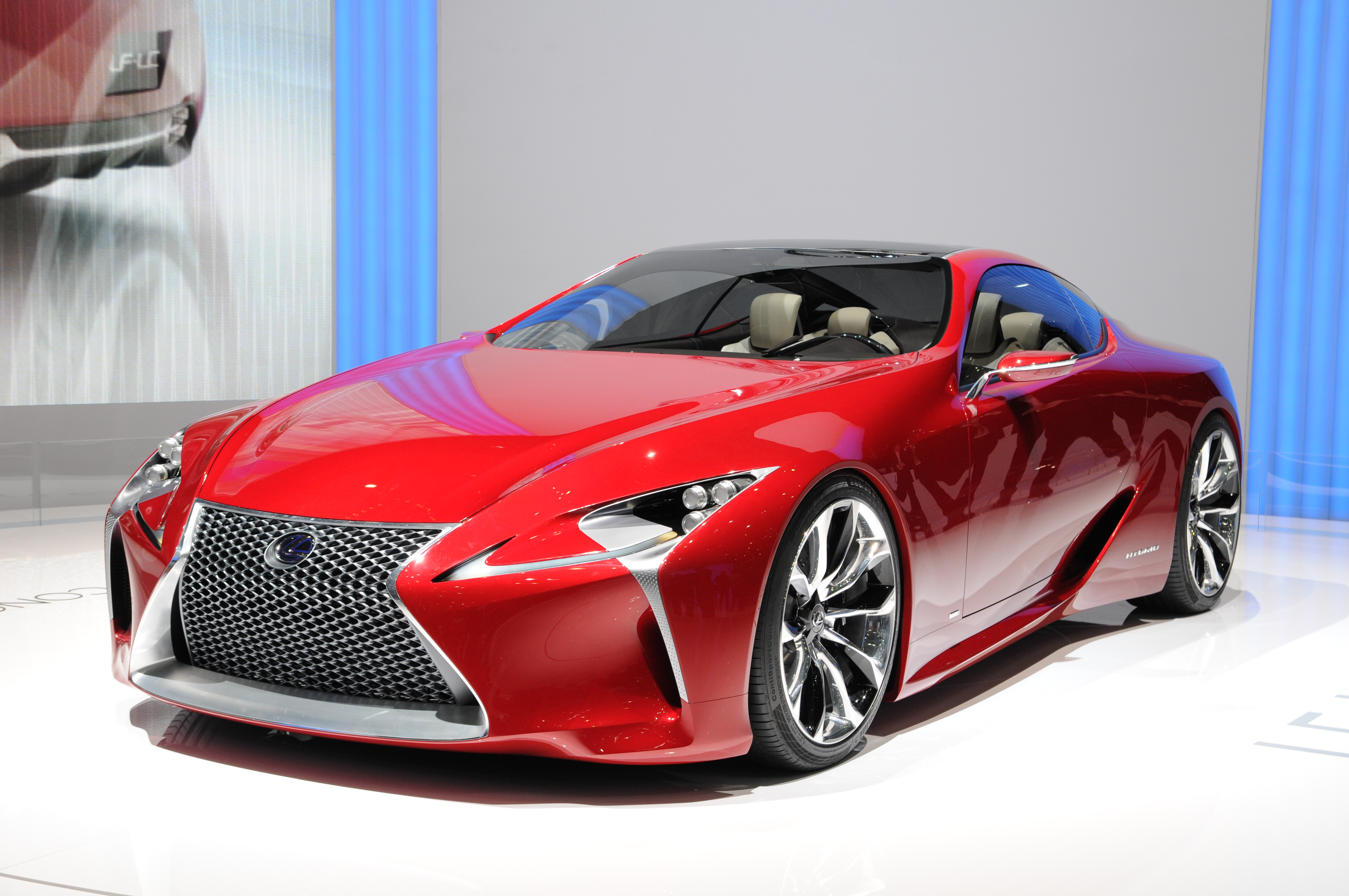
LF-LC
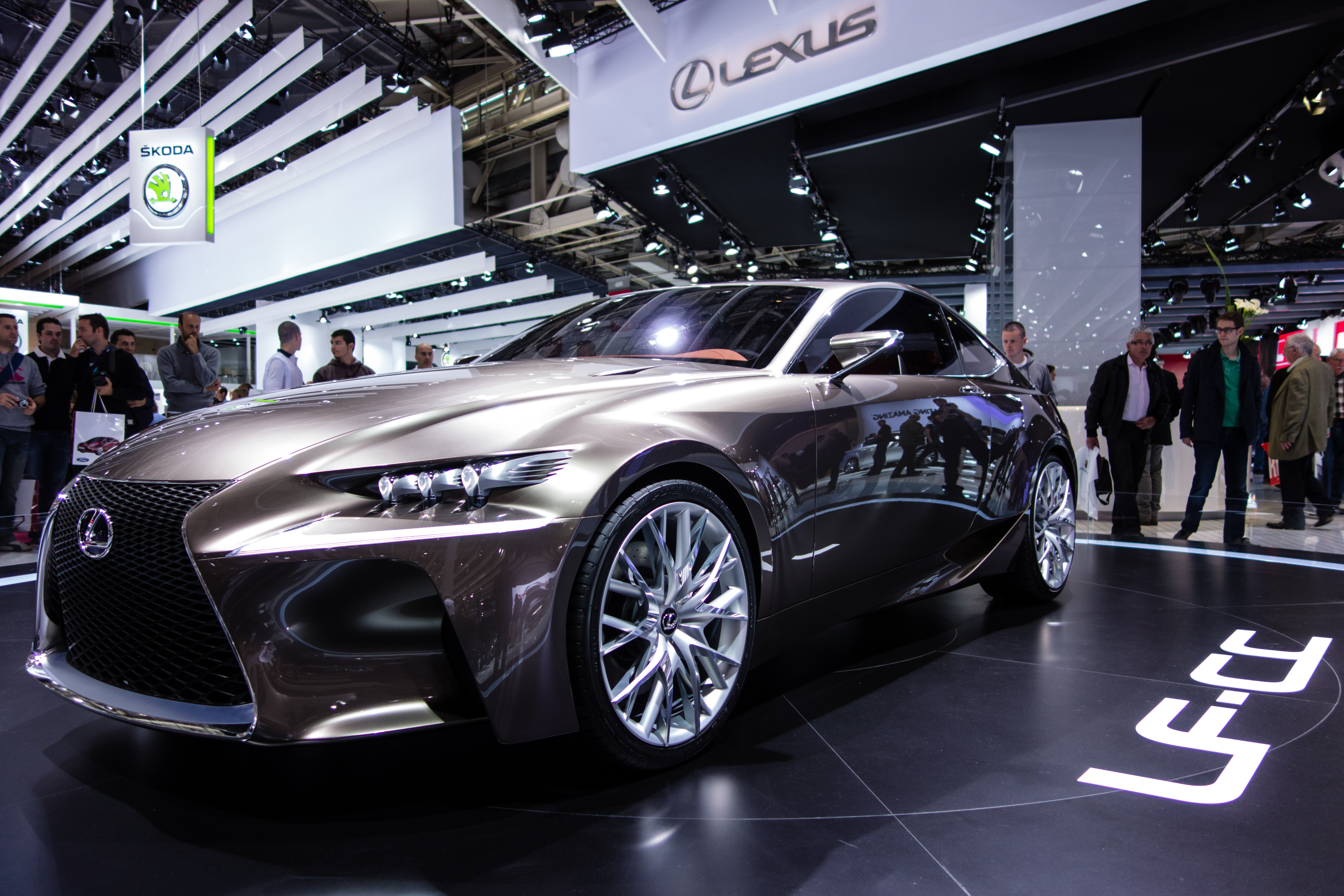
LF-CC

## モータースポーツ

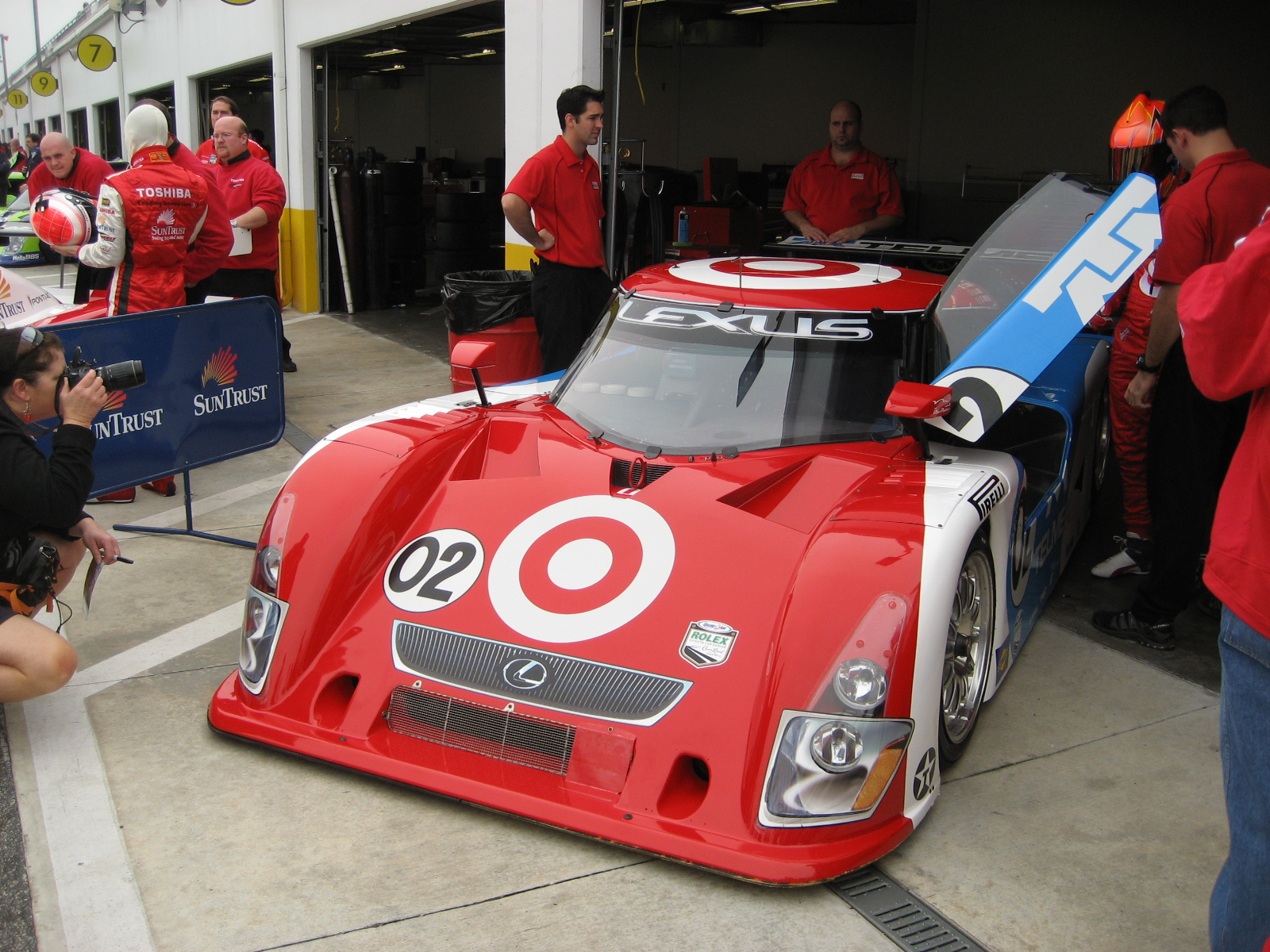
デイトナ24時間を制覇した、チップ・ガナッシ・レーシングのライリー・レクサス（2008年）

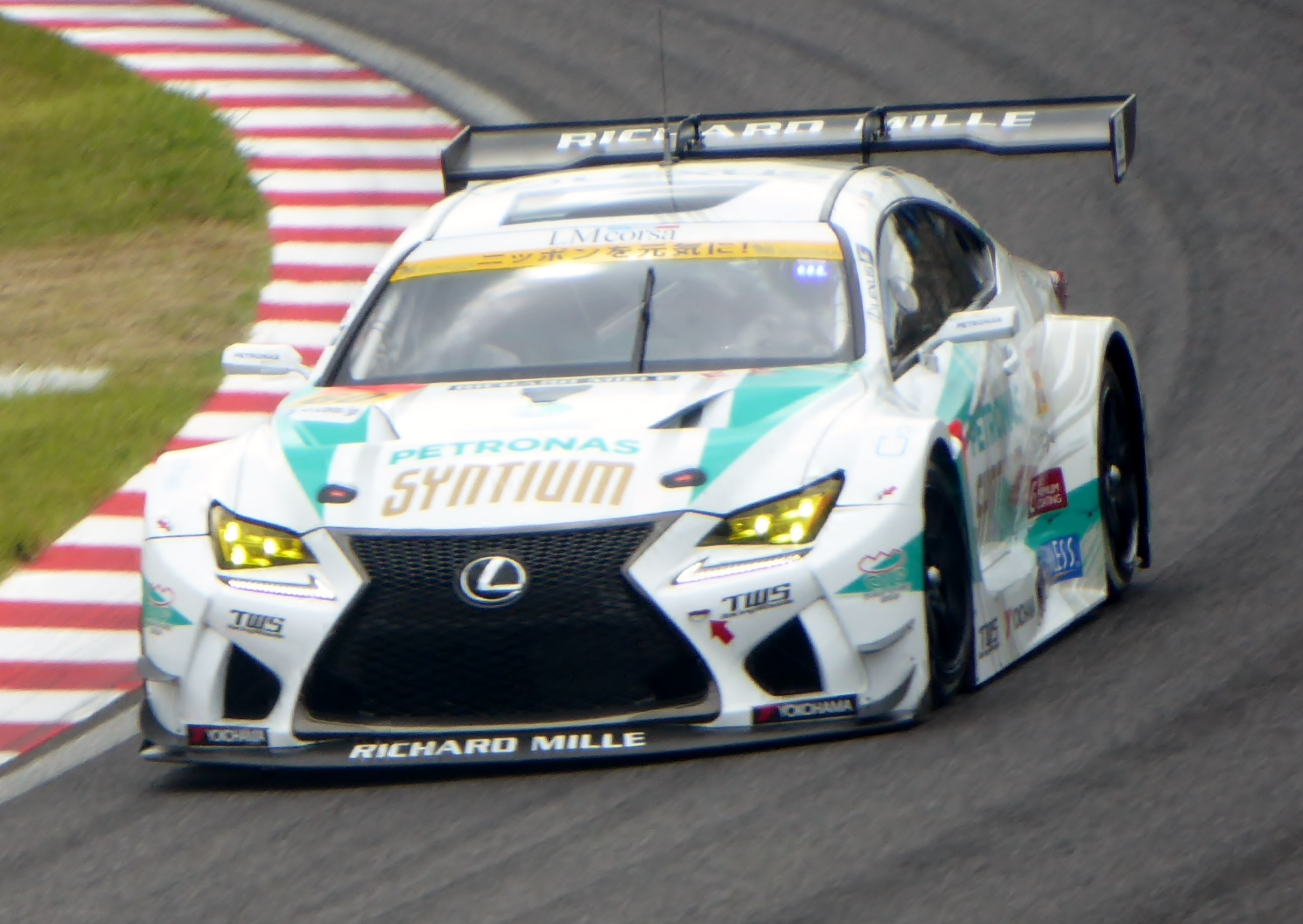
SYNTIUM LM corsa RC-F GT3（2016年）

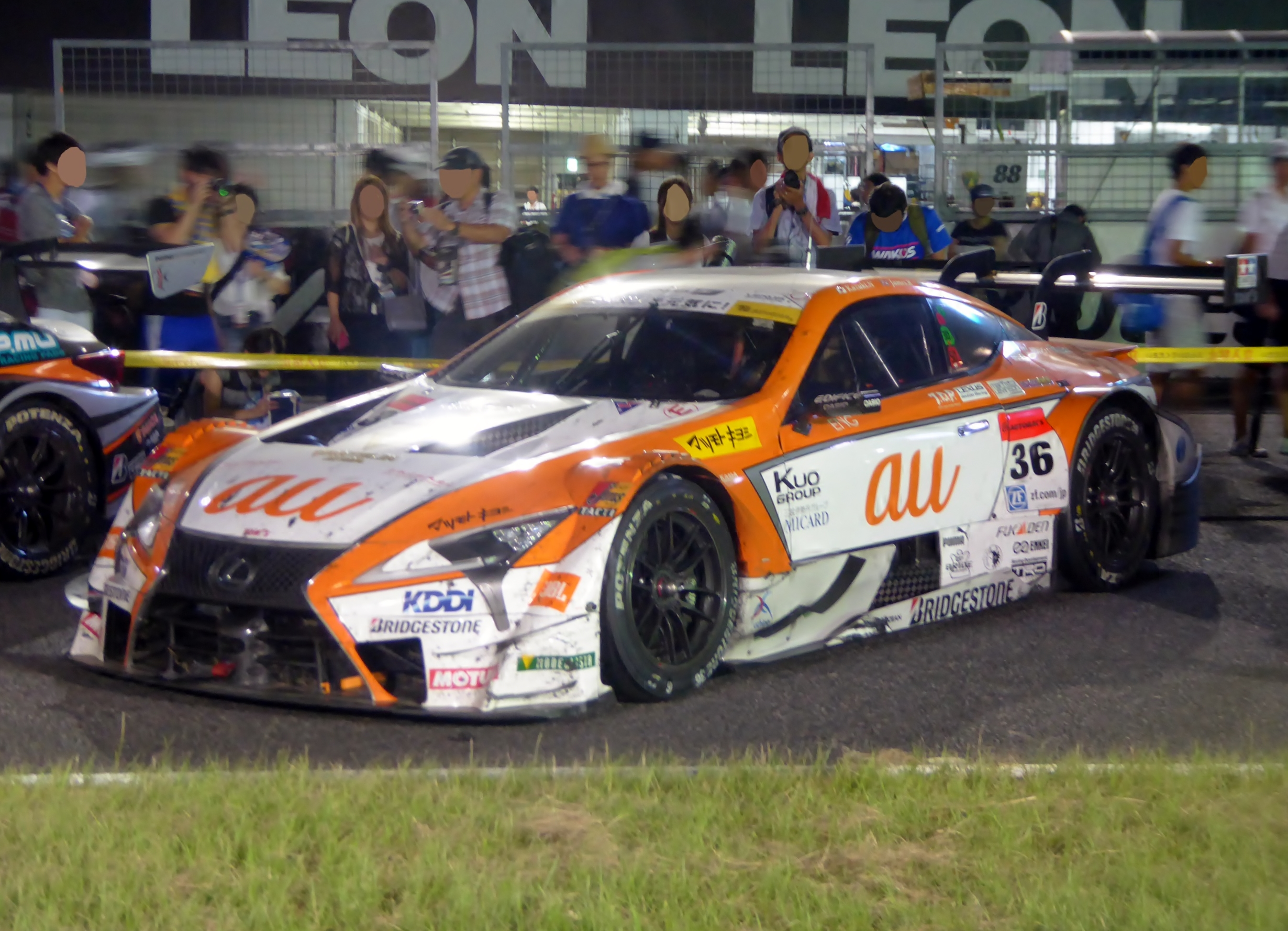
au TOM'S LC500（2017年）

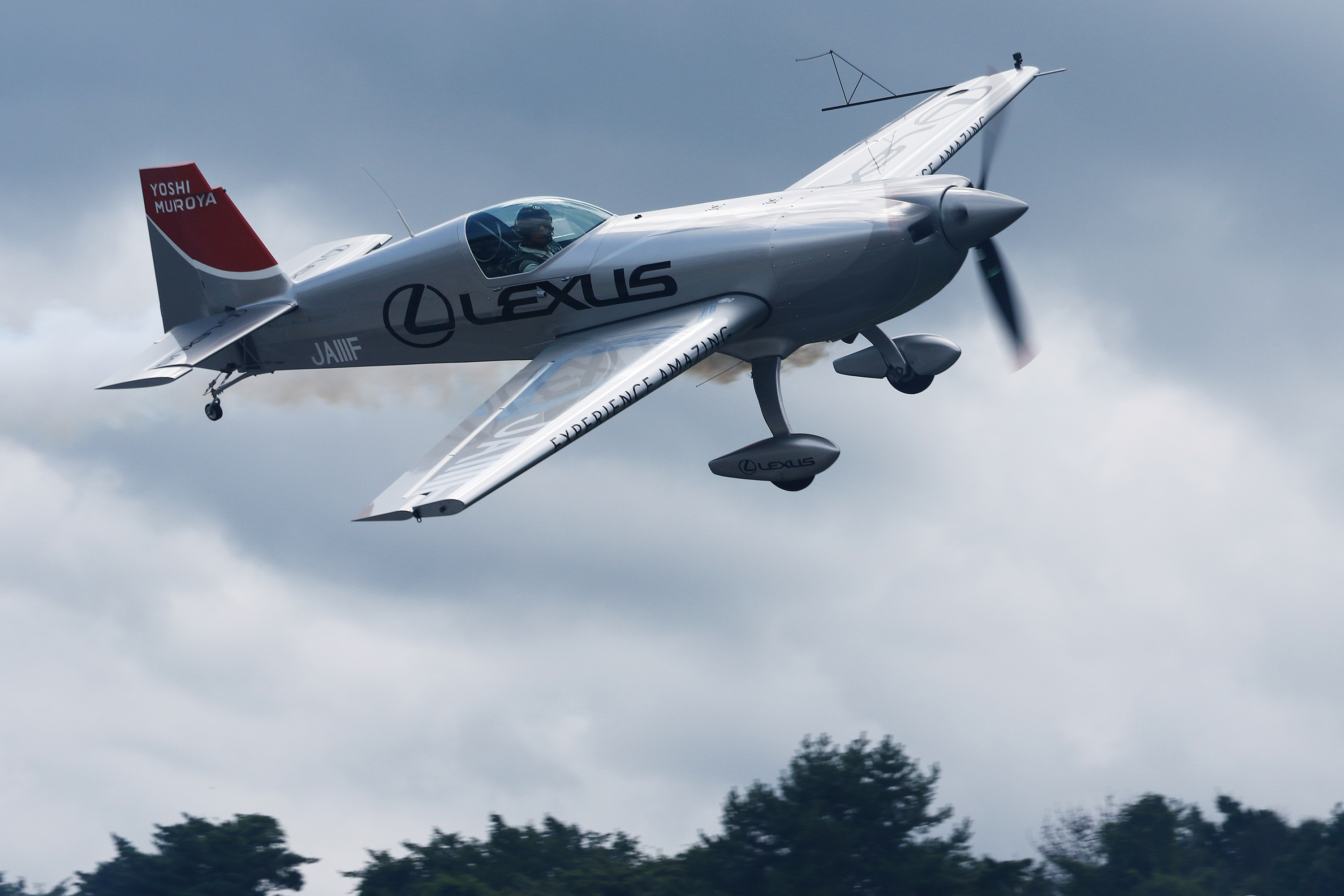
SUPER GTでデモ飛行を行う室屋義秀のEA-300SC（2017年）

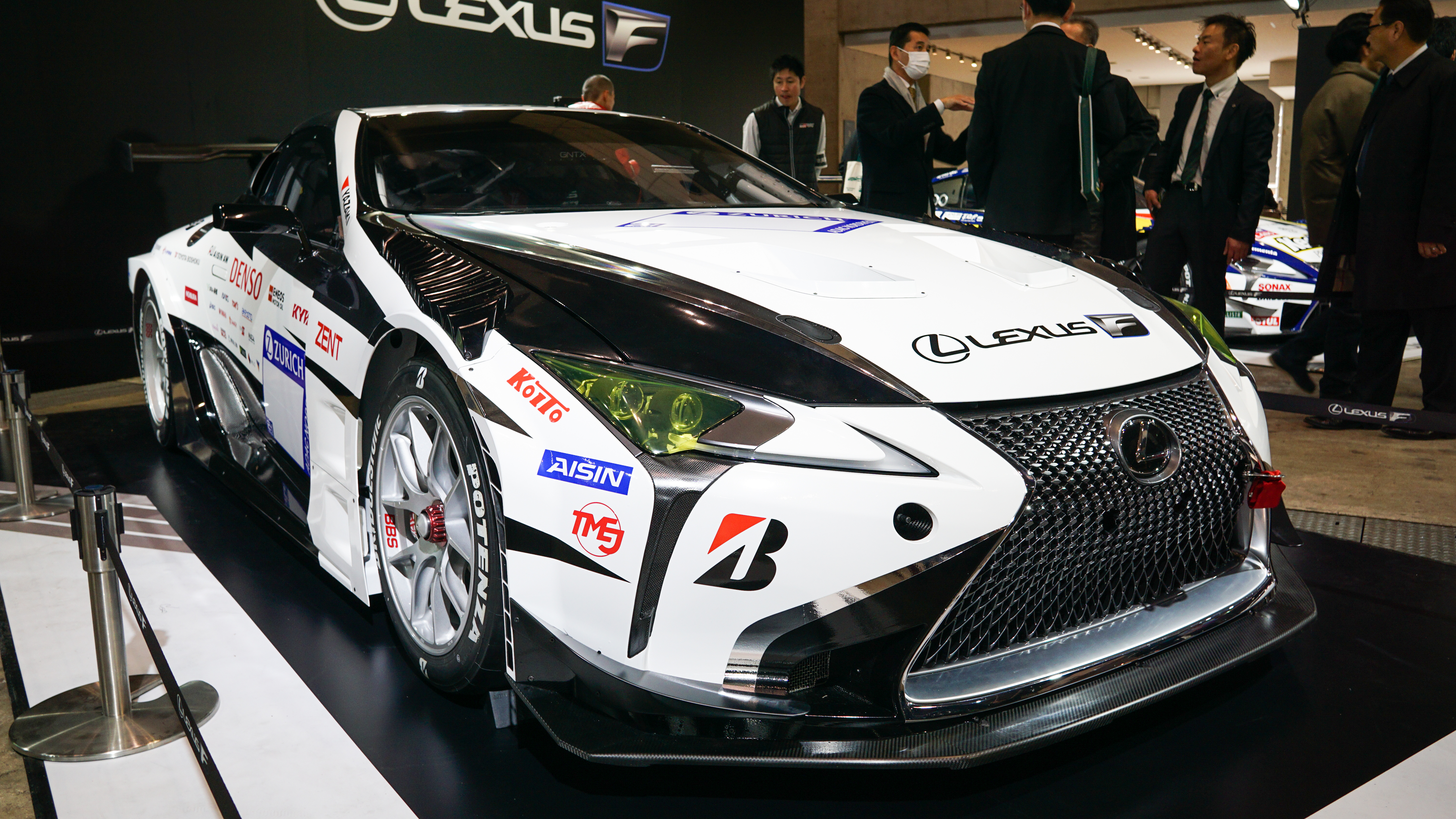
ニュル24時間仕様のLC

最先端技術を盛り込んだ高性能な、かつ派手ではない落ち着いた雰囲気の市販車を顧客に提供することを第一に掲げていたレクサスは、資金を研究開発に費やしていたためモータースポーツにおいて、レクサスブランドを標榜したワークス活動はほとんどしてこなかった。しかし21世紀に入ってからは性能一辺倒だけでなく高級車に不可欠なブランド力を高めるため、積極的にモータースポーツへ関わっている。
1999年にグランダム・ロードレーシングが主催するモトローラカップ（現在のCTSC）のスポーツクラスに、「チームレクサス」として2台のGS400を投入したのが、現在確認できる最も古いレクサスのワークス活動である。また2001年のBTCC（英国ツーリングカー選手権）では複数のプライベーターがIS200を採用している。
2002年にデイトナ24時間レースに代表されるロレックス・スポーツカー・シリーズ（グランダム）のDPクラスにエンジン供給を開始。2006〜2008年にチップ・ガナッシ・レーシングがデイトナ24時間を3制覇する成功を収めている。また2008年にはシリーズのドライバーズタイトルも制した。
2010～2013年にはオフロードレースのバハ1000にもLX570で参戦。市販車フルサイズトラック部門で3度の優勝を経験した。
2005年のニュルブルクリンク24時間レースには、ハイブリッドカーのSUVであるRX400hを参戦させて注目を集めた。2008年には豊田章男率いるGAZOO Racingが、プロトタイプの開発を目的としてLF-Aでニュルブルクリンク24時間レースに参戦。以降VLN（ニュル耐久シリーズ）を含めたニュルのレースにIS250、IS F、CT200h、RC、RC F、LFA Code X、LC500などを投入し、現在に至るまで参戦を続けている。
日本においてはレクサス店が本格的に展開を開始した頃の、2006年からのトヨタブランドでのSUPER GT・GT500活動をレクサスブランドのSC430に切り替えた。SC430は2013年までに3度のドライバータイトル、4度のチームタイトルを獲得した。2014年からはDTM（ドイツツーリングカー選手権）との車両規格統一に伴う新車両規定導入に合わせる形でベース車両をRC Fに変更。2016年にドライバー・チームの2冠に輝いた。2017年からはLC500に変更して参戦し、同年と2019年に2冠を獲得している。2020年からはベース車両がトヨタ・スープラに戻ることが決まったため、レクサスでのGT500活動は2019年限りで終了した。
GT300クラスでは2009年にウェッズスポーツがIS350で2冠を獲得した以外は目立った動きはなかったが、2015年からFIAのグループGT3規定のRC Fも開発して参戦を開始。FIAのホモロゲーションを取得した2017年からは米IMSA、欧州GTオープン、2018年からはブランパンGTシリーズなどでもセミワークス参戦を開始し、それぞれで優勝を挙げている。その後欧州では2020年末にワークスサポートを終了したが、日米では参戦が続けられている。
ワークス活動以外では、スーパー耐久やドリフトでもレクサスを見ることができる。D1仕様のSC430が東京オートサロン2008に登場、ハチロクの後継として2008年シーズンお台場戦からDRoo-Pより吉岡稔記が乗っている（V8の3UZ-FEから、直4の3S-GEに載せ替え、エアロはトムスになっている）。またSUPER GT・GT300クラスにも2008年よりRACING PROJECT BANDOH・TEAM TAKEUCHIがIS350を用いて参戦している。2010年から前年までヴェロッサ で参戦していた廣田友和がGS350改でD1に参戦している。
ワンメイクレースとしては、インタープロトシリーズと併催されているCCS-R（IS-Fのサーキット専用仕様）レースがある。
自動車以外ではレッドブル・エアレース・ワールドシリーズに参戦する室屋義秀とサポート契約を結び、2016年からは日本大会におけるナショナルパートナーとしてオフィシャルカーを提供している。室屋はレクサスが参戦するレースにおいて、レクサスのロゴを掲示したエクストラ EA-300SCでのデモ飛行を行っている。室屋は2017年に同シリーズでワールドチャンピオンとなった。

## 広告・プロモーション
レクサス創設当初は「The Relentless Pursuit of Perfection」、2013年4月までは「The Pursuit of Perfection（完璧への飽くなき追求）」というコピーが使われていた。
日本国内では、2005年の開業当初は「微笑むプレミアム」、2009年から2012年にかけては「この道と語り、この星を想う。」というコピーも用いられていた。

### ブランド戦略
2012年からは、車そのものではなく「ラグジュアリーなライフスタイルのブランド」を志向した販売戦略を行っている。デザイン・映像・建築・アート・食・ファッションなどとのコラボレーションも積極的に展開する。2016年発表の「ランドセル」や2017年発表の「高級ボート」はその一例である。
2013年からは、レクサス初の全世界統一ブランドキャンペーンとして「AMAZING IN MOTION」をキャッチコピーとした。コンセプトは「ユーザーの期待を超える驚きと感動を提供する」である。「AMAZING IN MOTION」は2016年まで使われ、2017年からは「EXPERIENCE AMAZING」を使用している。
2023年からは、アウトドアスタイルを志向した新戦略「OVERTRAIL PROJECT」を開始。キャンプイベントの開催や、水素燃料を活用したバーベキュー調理や4輪バギーのコンセプトモデルの発表を行っている。

### INTERSECT BY LEXUS

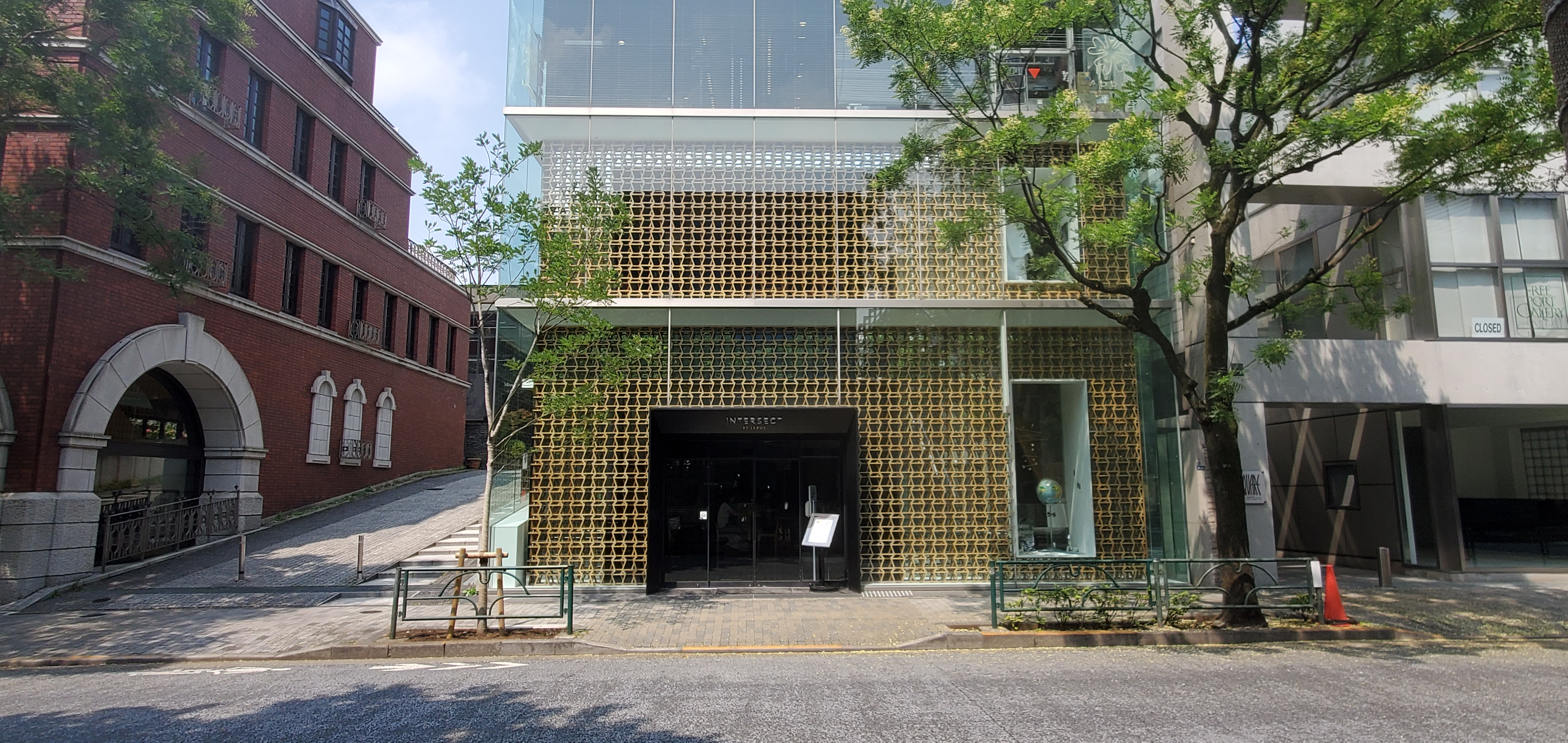
INTERSECT BY LEXUS TOKYOの外観

レクサスブランドの体験・広報スペースとして、2013年8月30日に東京の青山にオープンした。その他にアラブ首長国連邦のドバイの計2か所にある。ただしアメリカのニューヨークは閉業した。
「都市とつながり、人と人、人とクルマが交わる」をテーマに、デザインやアート、ファッション、カルチャーなどを通じて、レクサスの車そのものではなく「レクサスブランドが持っているプレミアムな価値観」を展示する場所としている。
東京は、1階がノルウェー発のコーヒーバー・FUGLENとコラボしたコーヒースタンドとクルマカルチャー×ライフスタイルの新しい魅力を提案するガレージ、2階がフードディレクターの田島大地が監修したビストロと、レクサスのクラフトマンシップに共鳴する「若き匠」とのコラボレーションにより生まれたグッズを扱ったショップ「CRAFTED FOR LEXUS」になっている。2013年10月からは、J-WAVEのラジオ番組「LEXUS AMAZING MOMENT」の公開収録も行われる。

### LEXUS MEETS...

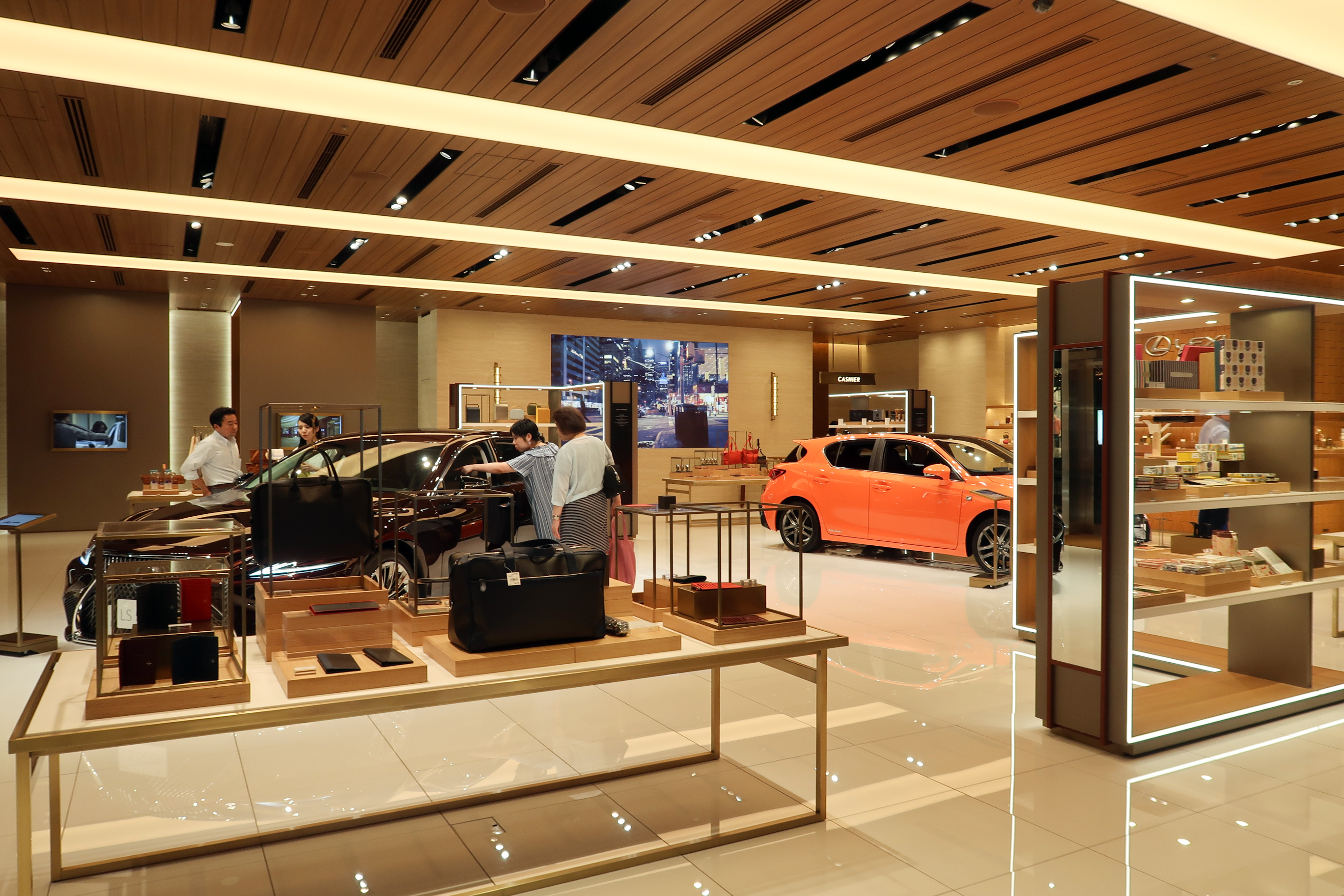
東京ミッドタウン日比谷LEXUS MEETS

2018年3月29日、東京ミッドタウン日比谷内に、もう一つのブランド体験・広報スペース『LEXUS MEETS...』をオープンした。全世界向けの「INTERSECT BY LEXUS」よりも間口を広げ、プレミアムな価値観を身近に体験できるスペースとしている。
三越伊勢丹および三越伊勢丹トランジットとの協業であり、様々なジャンルのセレクトグッズとレクサス車の展示を行う「STEER AND RING」、プレミアムな世界観を食で表現した「THE SPINDLE」、レクサス車フルラインアップを実際に試乗できる「TOUCH AND DRIVE」の3ゾーンに分かれている。
2024年4月18日に、和スイーツと日本各地の魅力を楽しむカフェラウンジとしてリニューアルオープンした。今回のリニューアルでは、クルマが走り見つめてきた『道』をモチーフにし、モリゾウこと会長の豊田章男の想いの詰まった空間に生まれ変わった。カフェのメニューも一新され、試乗体験は従来のショートコース（最大90分）に加え、最大7時間まで利用できるロングコースが新設された。2025年を以て試乗は終了。

## テレビ番組
- 日経スペシャル ガイアの夜明け 高級車戦争！レクサスVS欧州車 ～トヨタの新たなる挑戦～（2005年8月30日、テレビ東京）[47]。

## 提供
テレビ番組
テレビ朝日
- AMAZING BANG FRONT（2013年4月 - 2014年3月）
- 上質の地図〜GRAND ATLAS〜（2014年4月 - 2016年3月）
- トーキョー・コーリング（2016年4月 - 、BS朝日でも放送）

BS朝日
- AMAZING BANG BACK（2013年4月 - 2014年3月）
- 上質の会議〜GRAND ATLAS〜（2014年4月 - 2015年3月）

ラジオ番組
J-WAVE
- LEXUS AMAZING MOMENT（2013年10月 - 2014年3月）
- LEXUS STORY OF "CRAFTED"（日曜10:05 - 10:25頃・ACROSS THE SKY内）

テーマパーク
ラグーナテンボス･ラグナシア
- カーアクションマッピング 「AMAZE」

## リコール
- 2010年2月9日、アンチロック・ブレーキ・システム（ABS）の制御プログラム修正で、HS250hをリコール（トヨタ自動車の大規模リコール (2009年-2010年)）。
- 2010年4月14日、アメリカの消費者団体専門誌「コンシューマー・レポート」で横転事故の危険性が指摘されたことを受け、トヨタ自動車はGX460の販売を一時中止することを発表した。同誌面によると、電子制御装置の作動遅れが原因となり高速で急旋回した際に後輪が滑ると指摘されており、トヨタ側ではアメリカの安全基準は満たしており実際に事故や苦情は発生していないものの、先刻の大規模リコールの反省から顧客に不安を与えるべきではないとの判断により販売停止を早期に決定した[48]。4月19日には全世界で約13,000台を対象に横滑り防止装置（VSC）のソフトウェア修正を行うことを発表している[49]。
- 2010年5月19日、VGRS（ギア比可変ステアリング）の制御プログラムの問題により、ステアリングを最大に切った後で急に戻した際にタイヤの動きが一時的にステアリングと連動しなくなる不具合があるとして、国内外合わせLSの約11,500台がリコールとなった。2009年11月9日以降販売分のハイブリッド仕様車（LS600h・LS600hL）と、2009年10月16日以降販売分のガソリンエンジン仕様車（LS460・LS460L）がリコール対象となる[50]。
- 2010年6月25日、アメリカ運輸省が行った衝突試験において、基準値を上回る燃料漏れが生じたため、HS250hの約17,000台をリコール。トヨタ社内試験では基準を満たしており、改修方法が確立していないため、当面の間は生産および販売を見送ることとなった[51]。
- 2010年7月1日、製造過程でエンジンのバルブスプリング（新日本製鐵製）へ異物が混入したためエンジンに亀裂が入る恐れがあるとして、LS460・LS600h・GS460・GS450h・GS350・IS350、およびトヨタクラウンの日本国内約9万台、海外約18万台、計約27万台がリコールとなった[52]。
- 2010年7月29日、アメリカにおいて、ステアリングシャフトの不具合により2003年-2007年型のLX470（約39,000台）およびトヨタアバロン（約373,000台）がリコールとなった[53]。
- 2013年6月5日、電子制御ブレーキシステムにおいて、アキュームレータ（蓄圧器）の強度検討が不足しており制動力が低下する恐れがあるため、2009年6月から10月まで製造のHS250hがトヨタ・プリウス ZVW30同様にリコール対象となった[54]。
- 2016年6月29日、燃料蒸発ガス排出抑制装置の蒸発ガス通路端部形状が不適切なため、亀裂が発生し貫通した場合は満タン時に燃料が漏れて燃料臭が発生することから、2010年11月から2015年2月まで製造のCT200h及び2012年12月から2015年2月まで製造のHS250hがリコール対象になった[55]。

## 書籍

### 関連書籍
- 『レクサス/セルシオへの道程 最高を求めたクルマ人たち』（著者:中嶋靖）（1990年10月12日、ダイヤモンド社）ISBN 9784478310670
- 『アメリカに夢を売った男 レクサス施風の仕掛け人が実践した仕事・人生の遊び方』（著者:東郷行泰）（1996年11月30日、ごま書房）ISBN 9784341171131
- 『レクサスとオリーブの木(上) グローバリゼーションの正体』（著者:トーマス・フリードマン、訳者:東江一紀）（2000年2月19日、草思社）ISBN 9784794209467
- 『レクサスとオリーブの木(下) グローバリゼーションの正体』（著者:トーマス・フリードマン、訳者:東江一紀）（2000年2月19日、草思社）ISBN 9784794209474
- 『「レクサス」が一番になった理由』（著者:ボブ・スリーヴァ）（2004年4月24日、小学館）ISBN 9784093410915
- 『レクサス トヨタの挑戦』（著者:長谷川洋三）（2005年5月23日、日本経済新聞社）ISBN 9784532312121
- 『レクサス 完璧主義者たちがつくったプレミアムブランド』（著者:チェスター・ドーソン、訳者:鬼沢忍）（2005年6月18日、東洋経済新報社）ISBN 9784492555408
- 『速報 レクサス G/S』（著者:三栄書房）（2005年8月5日、三栄書房）ISBN 9784879049513
- 『ザ・レクサス』（著者:学習研究社）（2005年8月30日、学習研究社）ISBN 9784056041699
- 『「世界のトヨタ」快走のウラ側』（著者:舘沢貢次）（2005年9月15日、エール出版社）ISBN 9784753924868
- 『レクサスのすべて』（著者:三栄書房）（2005年9月22日、三栄書房）ISBN 9784879049537
- 『レクサスのジレンマ ブランド商品化する自動車とマーケット』（著者:金子浩久）（2005年11月1日、学習研究社）ISBN 9784054028142
- 『トヨタ・レクサス惨敗 ホスピタリティとサービスを混同した重大な過ち』（著者:山本哲士 加藤鉱）（2006年6月23日、ビジネス社）ISBN 9784828412795
- 『トヨタはどうやってレクサスを創ったのか “日本発世界へ"を実現したトヨタの組織能力』（著者:高木晴夫）（2007年9月28日、ダイヤモンド社）ISBN 9784478000793
- 『ONE & ONLY レクサス LS』（著者:交通タイムス社）（2008年4月30日、交通タイムス社）ISBN 9784875146926
- 『ONE & ONLY レクサスIS・GS』（著者:交通タイムス社）（2008年10月31日、交通タイムス社）ISBN 9784875147183
- 『プラチナVIPセダンVol.3 レクサスLS』（著者:ニューズ出版）（2008年10月31日、ニューズ出版）ISBN 9784891075897
- 『レクサスRXのすべて』（著者:	三栄書房）（2009年1月27日、三栄書房）ISBN 9784779605383
- 『レクサスHS250hのすべて&IS250cのすべて』（著者:三栄書房）（2009年8月7日、三栄書房）ISBN 9784779606854
- 『レクサス』（著者:交通タイムス社）（2009年10月22日、交通タイムス社）ISBN 9784875147800
- 『スタイルRV(76) トヨタ ハリアー&レクサスRX』（著者:三栄書房）（2009年10月29日、三栄書房）ISBN 9784779607554
- 『新型レクサスLS&歴代セルシオのすべて モーターファン別冊歴代シリーズ7』（著者:三栄書房）（2009年11月26日、三栄書房）ISBN 9784779607660
- 『レクサスGS』（著者:ル・ボラン編集部）（2012年2月21日、学研マーケティング）ISBN 9784056065602
- 『新型レクサスGSのすべて』（著者:三栄書房）（2012年4月17日、三栄書房）ISBN 9784779614026
- 『新型レクサスLSのすべて モーターファン別冊』（著者:三栄書房）（2012年12月5日、三栄書房）ISBN 9784779616327
- 『BEYOND BY LEXUS』（著者:ハースト婦人画報社）（2013年5月13日、ハースト婦人画報社）ISBN 9784573912441
- 『新型レクサスISのすべて モーターファン別冊』（著者:三栄書房）（2013年6月6日、三栄書房）ISBN 9784779617911
- 『LEXUS IS Motor Magazine Special』（著者:モーターマガジン社）（2013年6月21日、モーターマガジン社）ISBN 9784862793331
- 『レクサスカスタムガイド』（著者:実業之日本社）（2013年7月24日、実業之日本社）ISBN 9784408031262
- 『BEYOND BY LEXUS 2nd.ISSUE』（著者:ハースト婦人画報社）（2013年12月2日、ハースト婦人画報社）ISBN 9784573912625
- 『名車アーカイブ レクサスのすべて モーターファン別冊』（著者:三栄書房）（2014年8月26日、三栄書房）ISBN 9784779622267
- 『LEXUS NXのすべて モーターファン別冊』（著者:三栄書房）（2014年8月26日、三栄書房）ISBN 9784779622304
- 『レクサス星が丘の奇跡 No.1トヨタのおもてなし』（著者:志賀内泰弘）（2014年9月10日、PHP研究所）ISBN 9784569820514
- 『CAR STYLING(002) レクサスクーペのカタチ モーターファン別冊』（著者:三栄書房）（2014年10月25日、三栄書房）ISBN 9784779623578
- 『レクサスRC/RC Fのすべて 世界に誇る日本のプレミアムスポーツクーペ モーターファン別冊』（著者:三栄書房）（2014年11月28日、三栄書房）ISBN 9784779623028
- 『LEXUS完全ガイド』（著者:晋遊舎）（2014年12月19日、晋遊舎）ISBN 9784801801240
- 『レクサスRXのすべて モーターファン別冊』（著者:三栄書房）（2015年12月1日、三栄書房）ISBN 9784779627040
- 『レクサスGS Fのすべて モーターファン別冊』（著者:三栄書房）（2015年12月28日、三栄書房）ISBN 9784779627408
- 『レクサス トヨタは世界的ブランドを打ち出せるのか』（著者:井元康一郎、監修:福田俊之）（2016年3月1日、プレジデント社）ISBN 9784833421690
- 『「ハリアー&レクサスNX」スタイルアップ&チューニング完全ガイド』（著者:交通タイムス社）（2016年9月1日、交通タイムス社）ISBN 9784865422061
- 『レクサスSUV LX&RX&NX STYLE RV RVドレスアップガイド』（著者:三栄書房）（2017年3月1日、三栄書房）ISBN 9784779632310
- 『THE PRIDE LEXUS LC500/LC500h』（著者:カーグラフィック）（2017年5月1日、カーグラフィック）ISBN 9784907234126
- 『新型LEXUS LC 500h/500 CARTOP MOOK』（著者:交通タイムス社）（2017年5月1日、交通タイムス社）ISBN 9784865422665
- 『LEXUS LCのすべて モーターファン別冊』（著者:三栄書房）（2017年5月1日、三栄書房）ISBN 9784779632556
- 『LEXUS完全ガイド 100%ムックシリーズ』（著者:晋遊舎）（2017年6月1日、晋遊舎）ISBN 9784801807525
- 『新型&歴代 LEXUS LS』（著者:交通タイムス社）（2017年10月20日、交通タイムス社）ISBN 9784865423112
- 『歴代セルシオ/レクサスLSのすべて モーターファン別冊』（著者:三栄書房）（2017年12月1日、三栄書房）ISBN 9784779634697
- 『レクサスLSのすべて モーターファン別冊』（著者:三栄書房）（2017年12月6日、三栄書房）ISBN 9784779634376
- 『新型LEXUS LS 500h/500』（著者:交通タイムス社）（2017年12月6日、交通タイムス社）ISBN 9784865423082
- 『レクサスLSのテクノロジー モーターファン別冊』（著者:三栄書房）（2018年1月1日、三栄書房）ISBN 9784779634673
- 『LEXUS for オーナー』（著者:晋遊舎）（2018年9月27日、晋遊舎）ISBN 9784801810082
- 『LEXUS ESのすべて モーターファン別冊』（著者:三栄書房）（2018年12月10日、三栄書房）ISBN 9784779636776
- 『LEXUS UXのすべて モーターファン別冊』（著者:三栄書房）（2019年1月12日、三栄書房）ISBN 9784779638312
- 『LEXUS完全ガイド』（著者:晋遊舎）（2019年6月26日、晋遊舎）ISBN 9784801811782
- 『レクサス・スポーツIS/RC/LC ニューズムック』（著者:三栄書房）（2019年9月28日、三栄書房）ISBN 9784779639975
- 『TQM推進によるビジョン経営の実践 デミング賞・同大賞への挑戦を通じたレクサス工場の進化』（著者:米岡俊郎 中村聡）（2020年7月22日、日科技連出版社）ISBN 9784817197153
- 『レクサスISのすべて モーターファン別冊』（著者:三栄）（2020年12月2日、三栄）ISBN 9784779643064
- 『レクサスNXのすべて モーターファン別冊』（著者:三栄）（2021年12月28日、三栄）ISBN 9784779644771
- 『No.1トヨタの心づかい レクサス星が丘の流儀』（著者:志賀内泰弘）（2022年2月18日、PHP研究所）ISBN 9784569851440
- 『究極のおもてなし レクサスオーナーに愛されるホテルで学んだ』（著者:馬渕博臣）（2022年3月9日、KADOKAWA）ISBN 9784046054043